# Biserica Sfinții Arhangheli Mihail și Gavriil din Mărgău

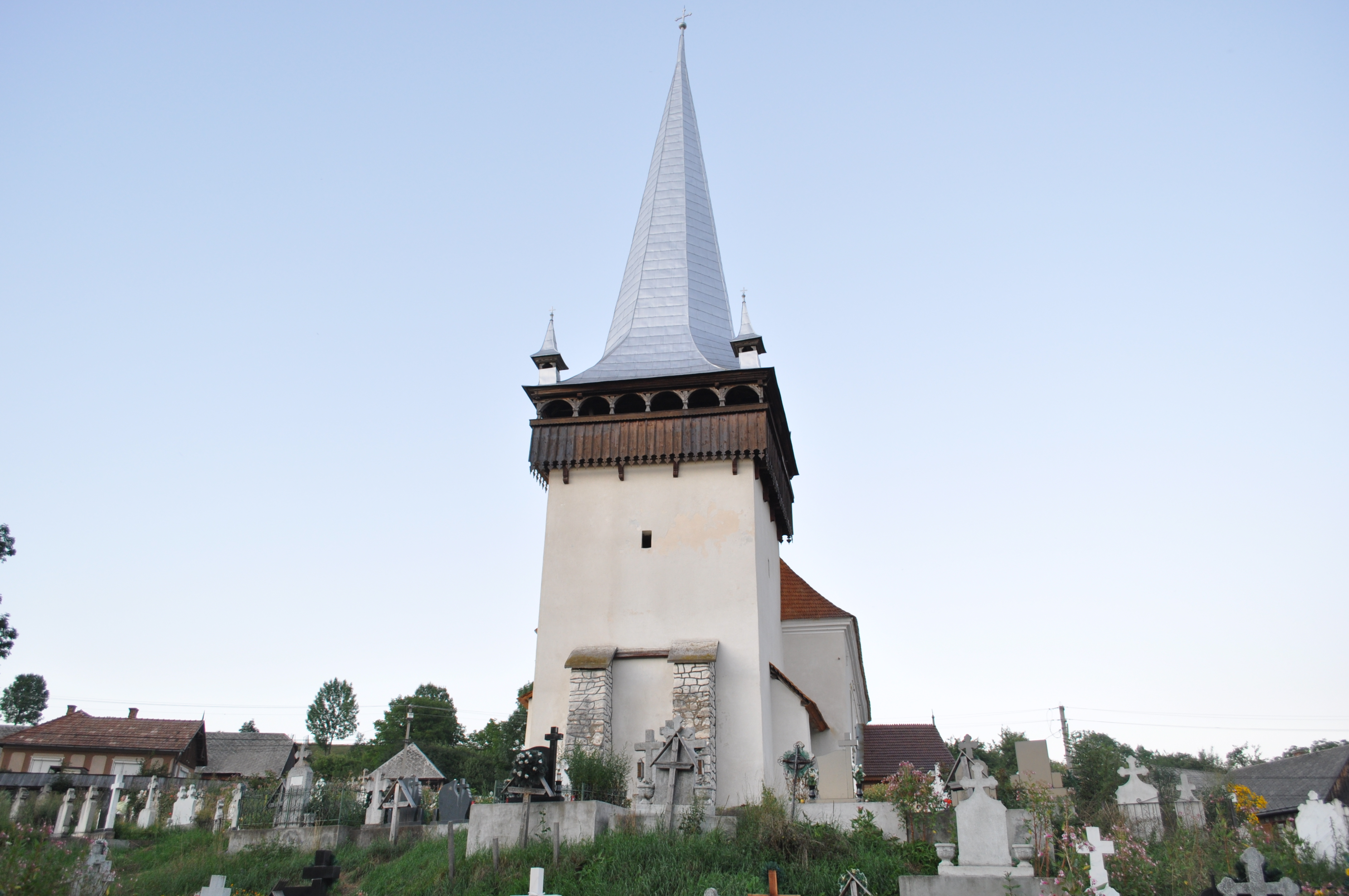
Biserica „Sfinții Arhangheli Mihail și Gavriil” din Mărgău, județul Cluj, foto: august 2011.

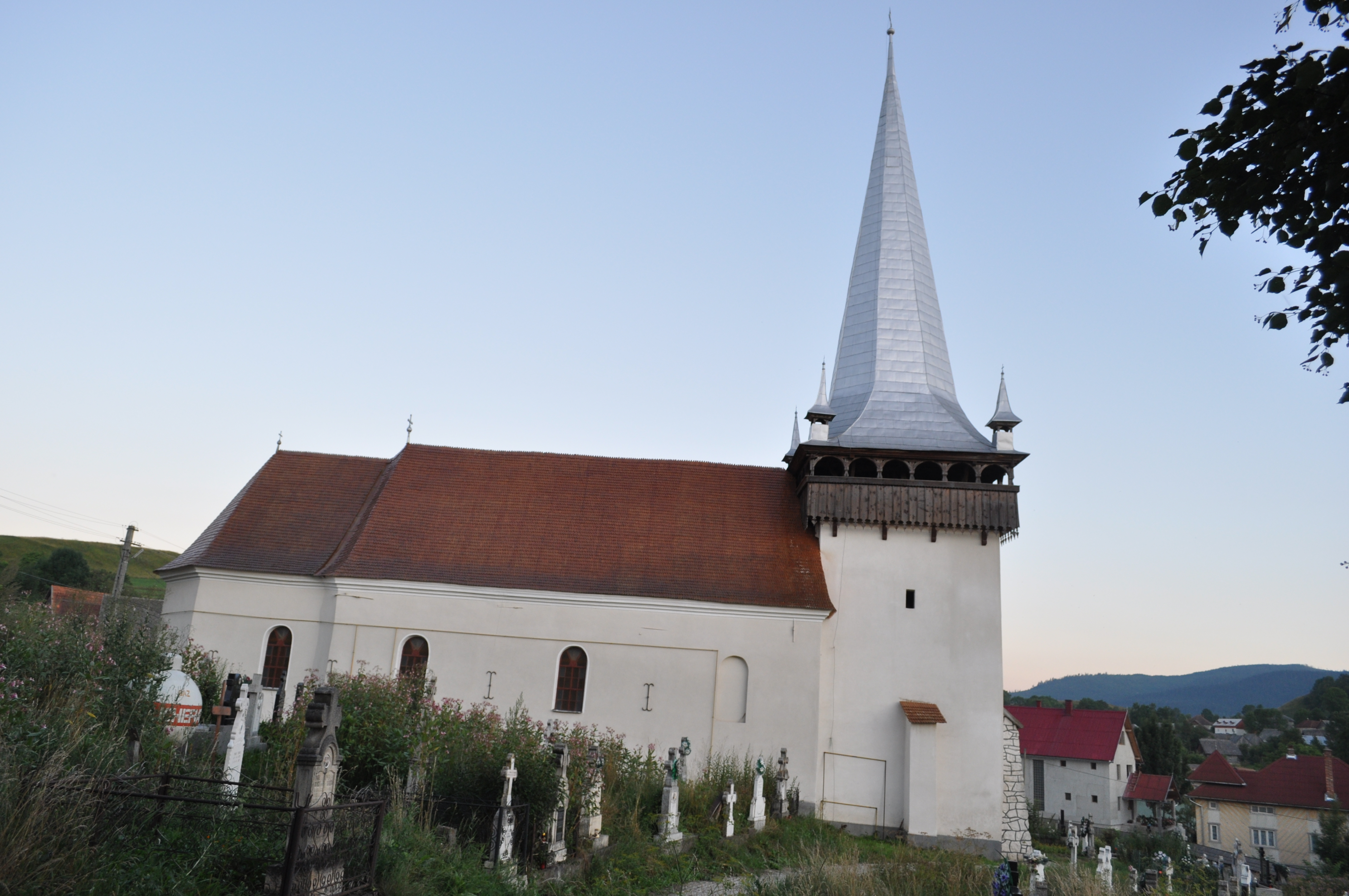
Biserica (nord)

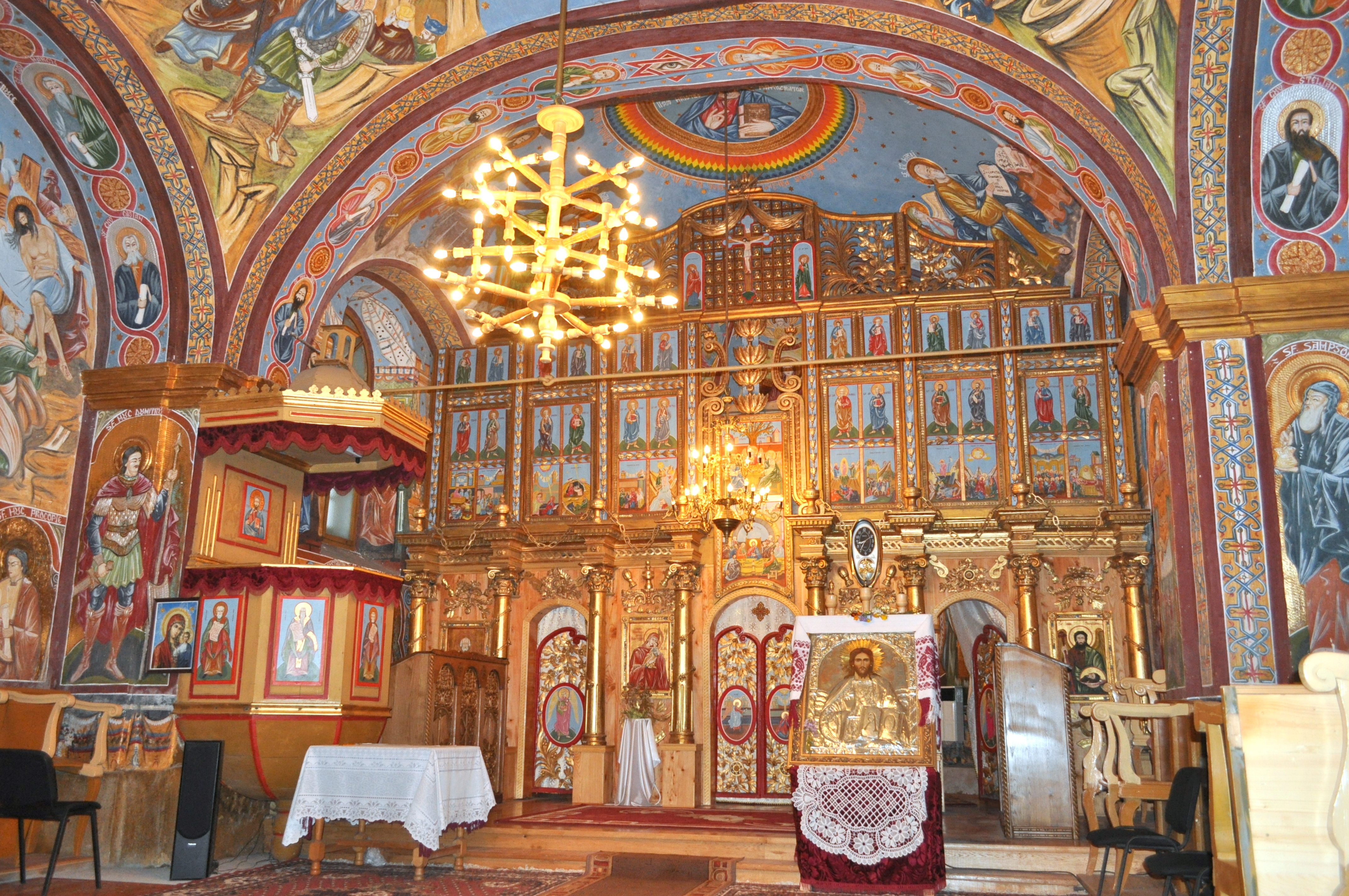
Interiorul navei

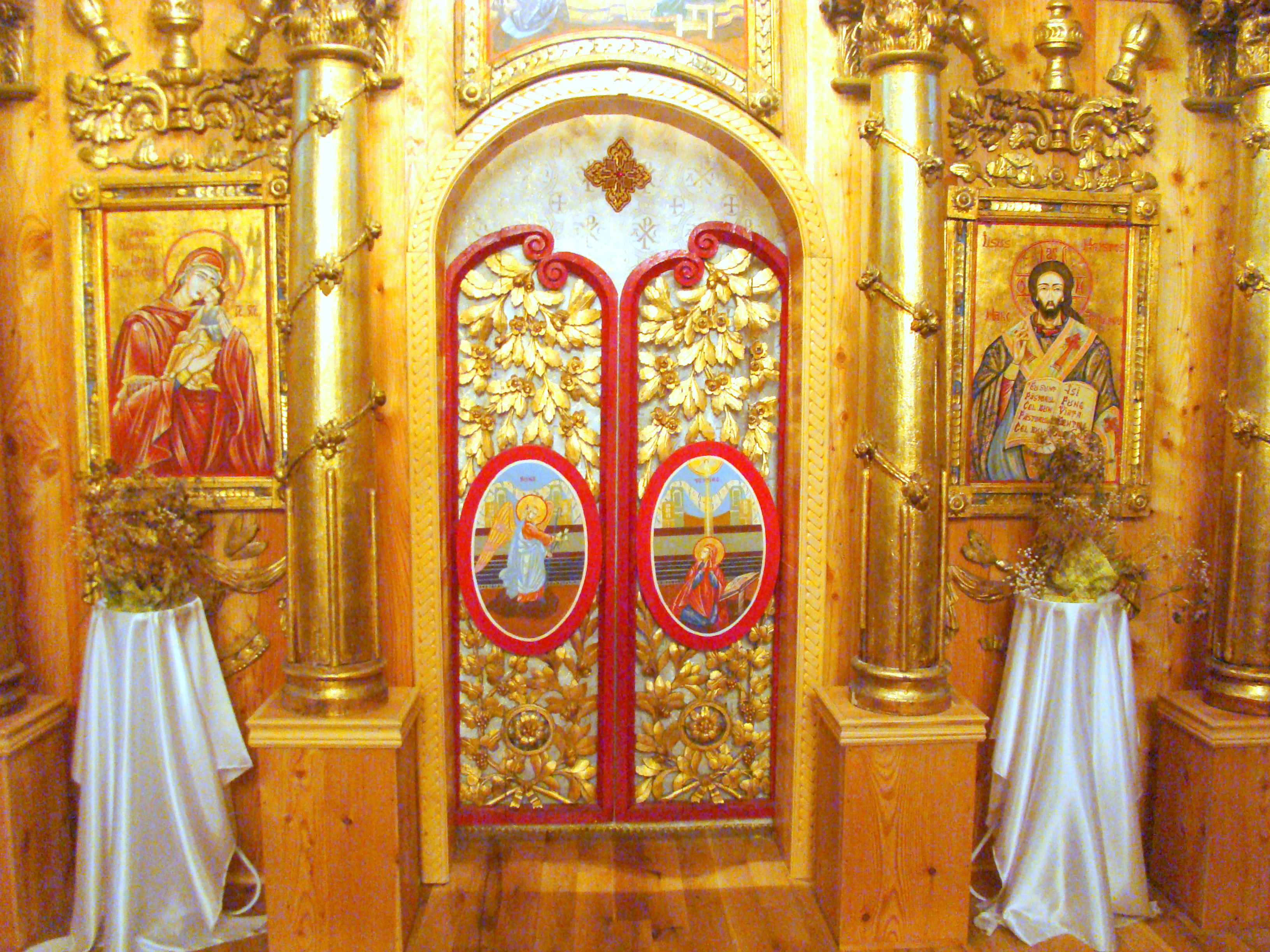
Uși și icoane împărătești

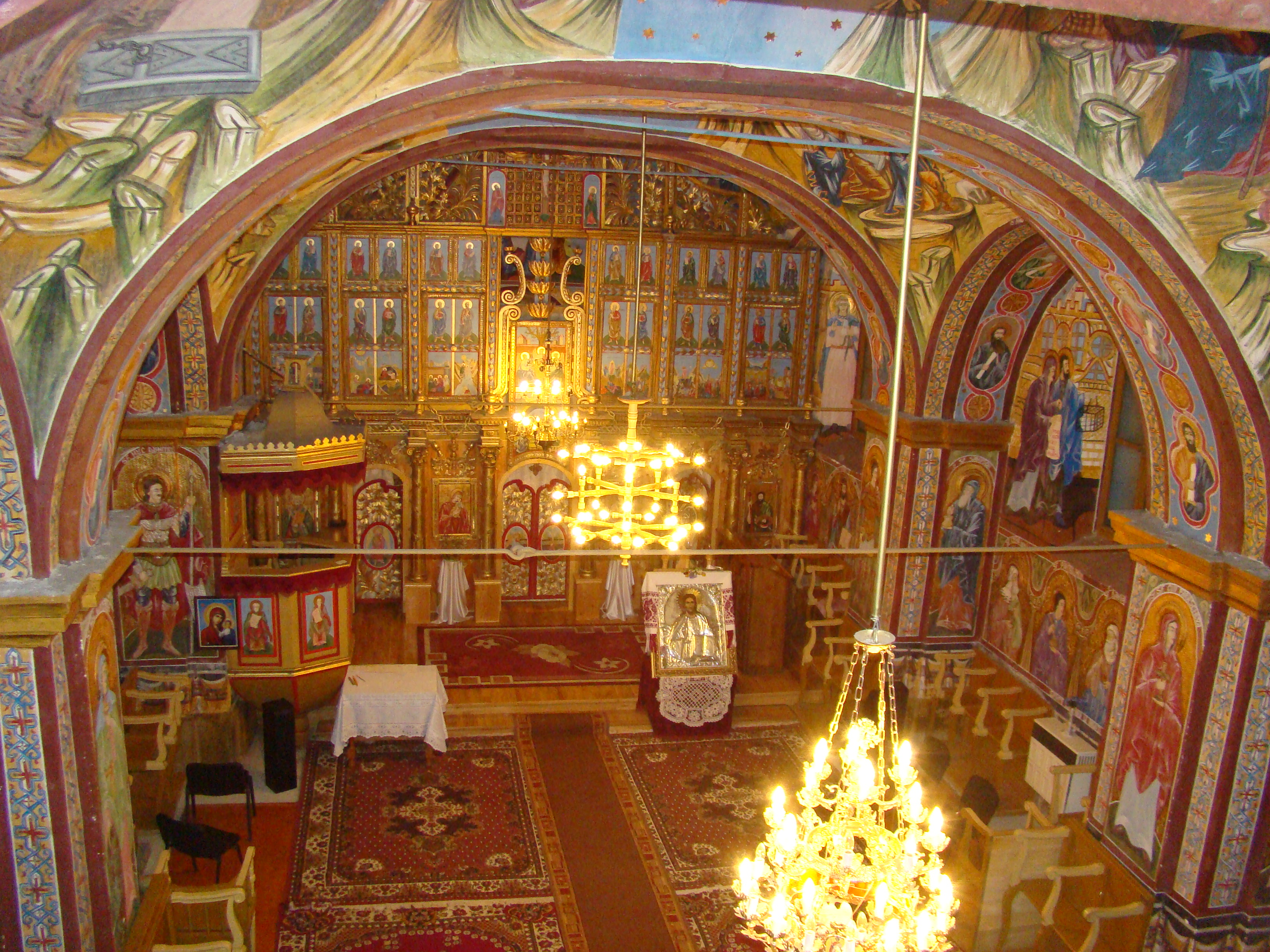
Interiorul navei văzut din corul bisericii

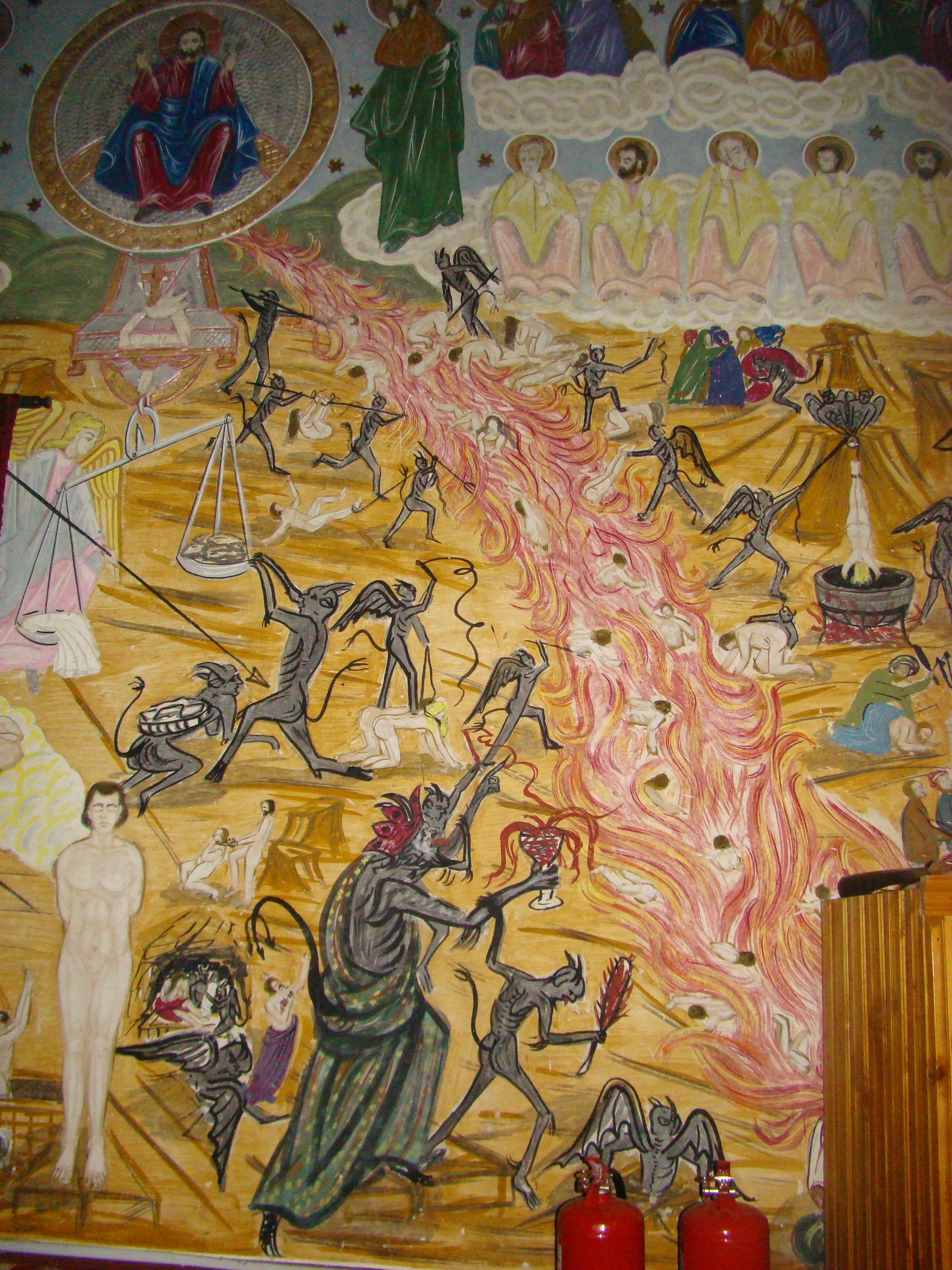
Judecata de Apoi în pronaosul bisericii

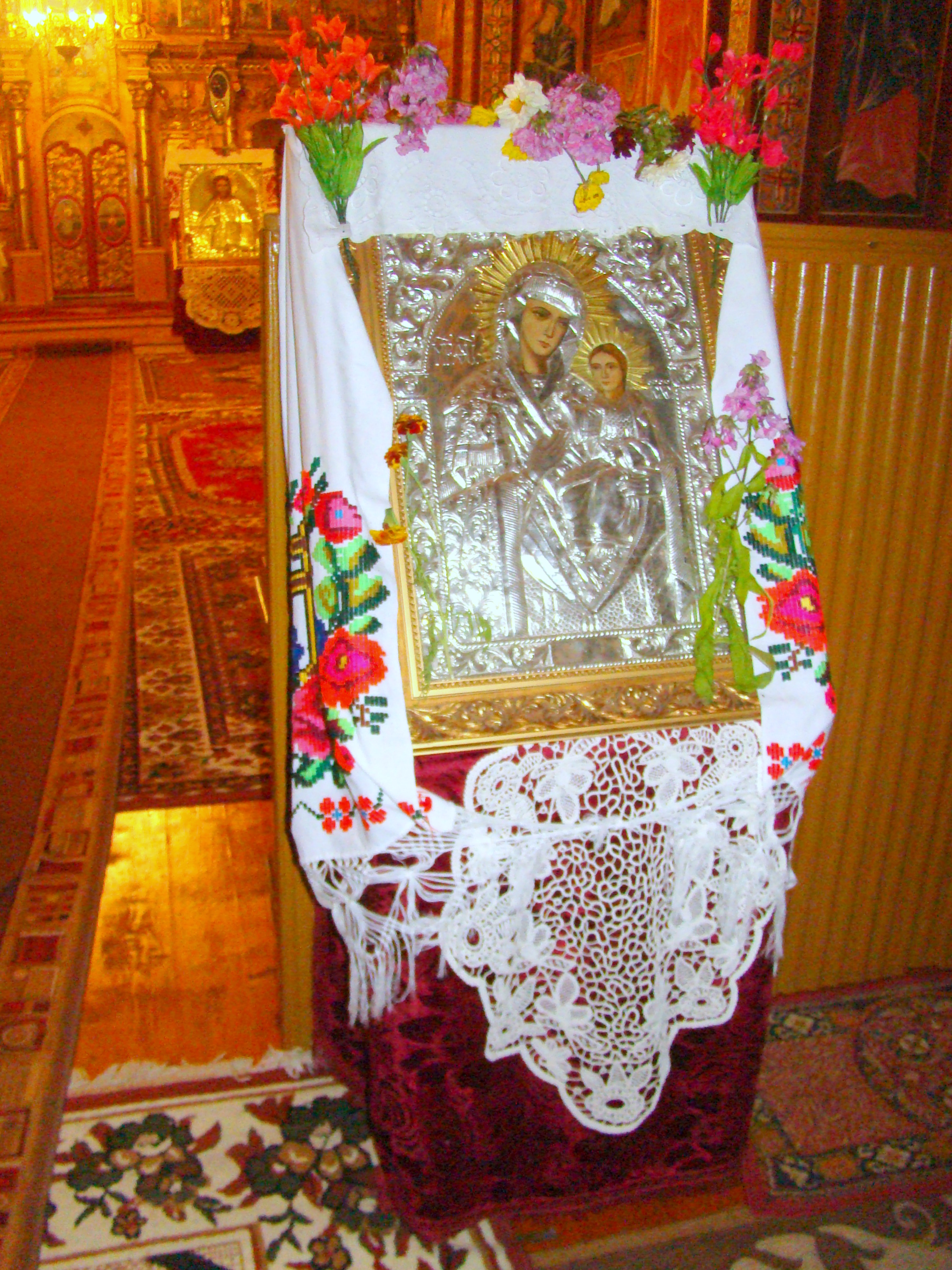
Icoana Maiicii Domnului

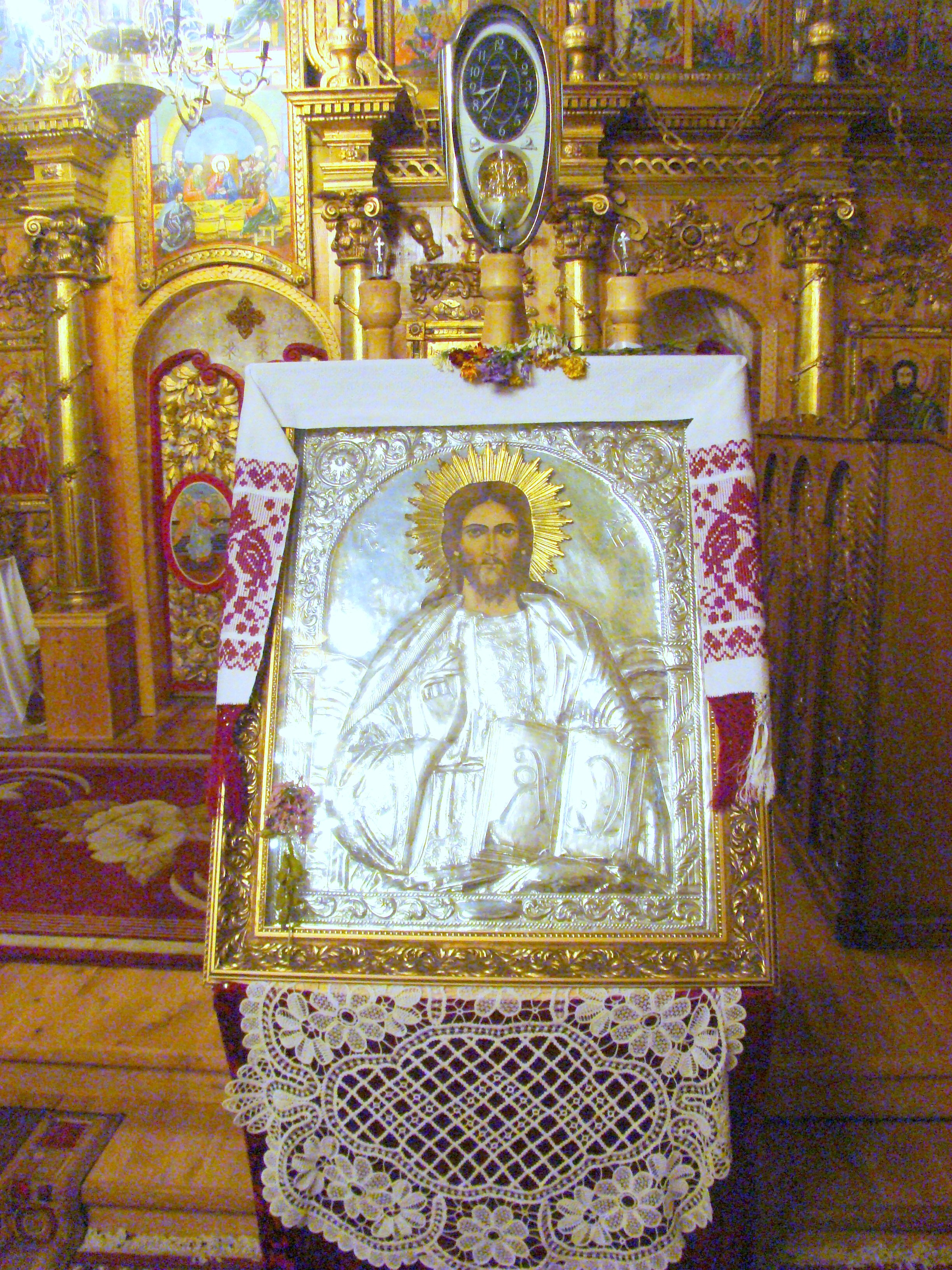
Icoana Mântuitorului

Biserica „Sfinții Arhangheli Mihail și Gavriil” din Mărgău, județul Cluj, a fost construită în anul 1804, în 1948 figurând ca biserică parohială greco-catolică. Lăcașul de cult figurează pe lista monumentelor istorice 2010, cod LMI CJ-II-m-B-07707.

## Istoric și trăsături
În anul 1342, după mutarea satului din Goronet, a fost construită o primă biserică, din lemn de gorun, pe locul actual numit Preluca Soarelui. Aceasta a dăinuit până în anul 1506 când a fost construită o nouă biserică din piatră pe locul celei vechi. La 17 iulie 1798, biserica din Mărgău a fost distrusă de un trăsnet și a trebuit refăcută în întregime, mai puțin turnul. 
Reconstrucția bisericii a fost începută în anul 1804, lucrările fiind finalizate în anul 1835 pe timpul preotului Ioan Ungur senior, autorul Cronicii Mărgăului. Ea este construită din piatră cioplită și piatră de râu clădită, cu turnul-clopotniță construit din grinzi. Zidul de împrejmuire a bisericii și a cimitirului s-a construit în anul 1735. Până în prezent s-au efectuat numeroase lucrări de reparații; cele mai importante datează din anul 1879 când a fost refăcut acoperișul (după ce a fost trăsnit a doua oară) și din anul 1995 când a fost refăcută pictura și interiorul bisericii. 

## Imagini din exterior

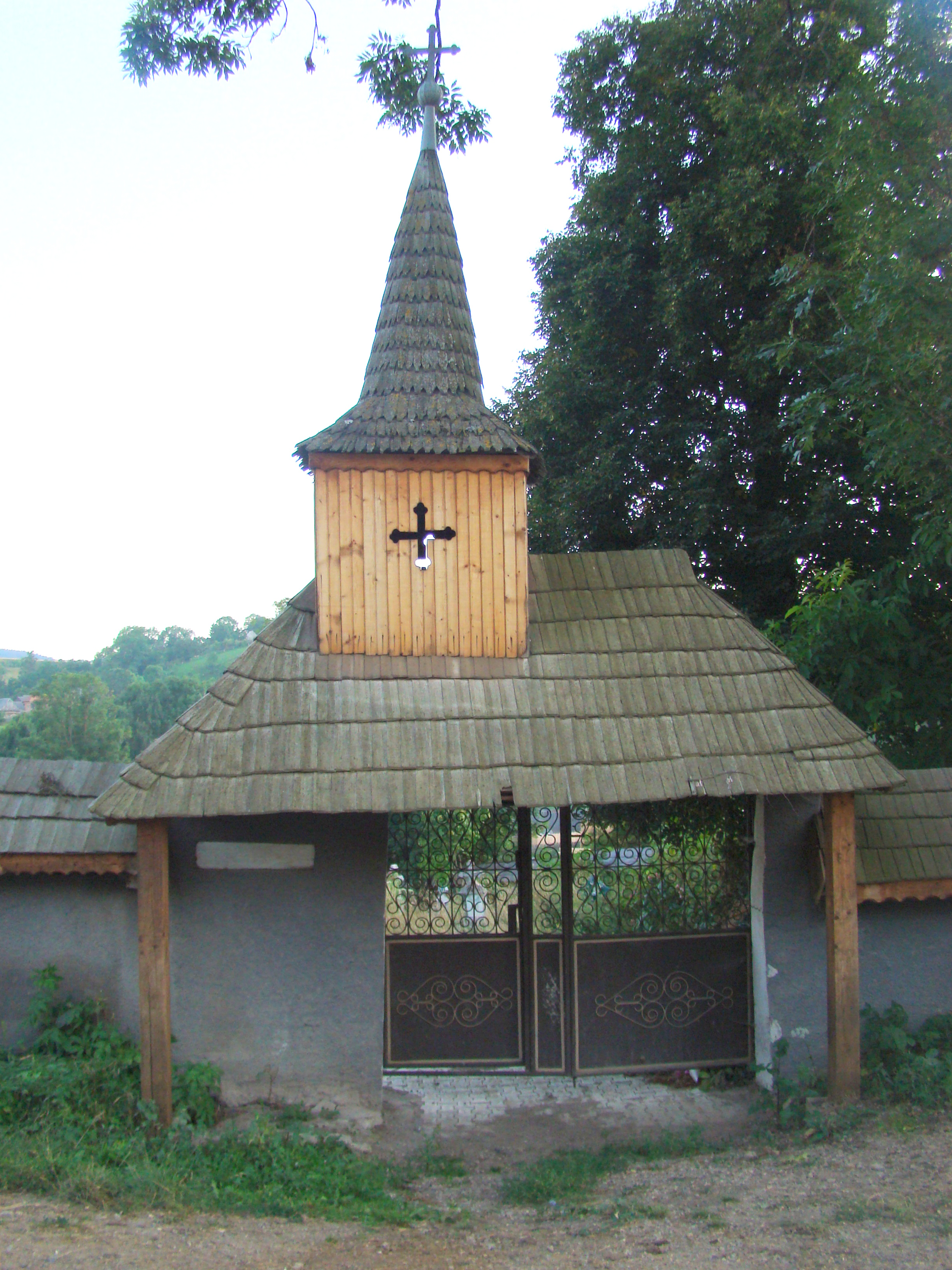
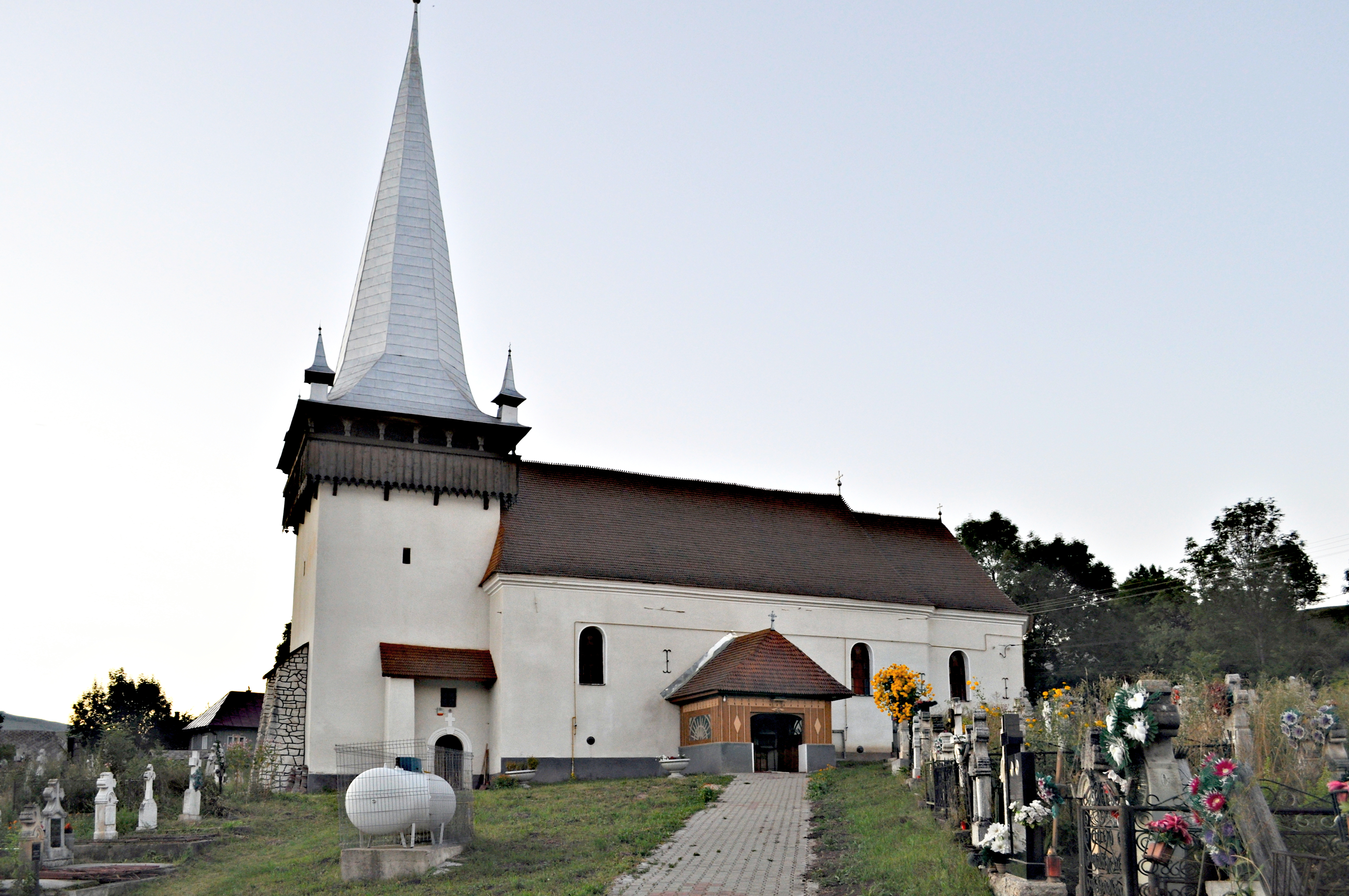
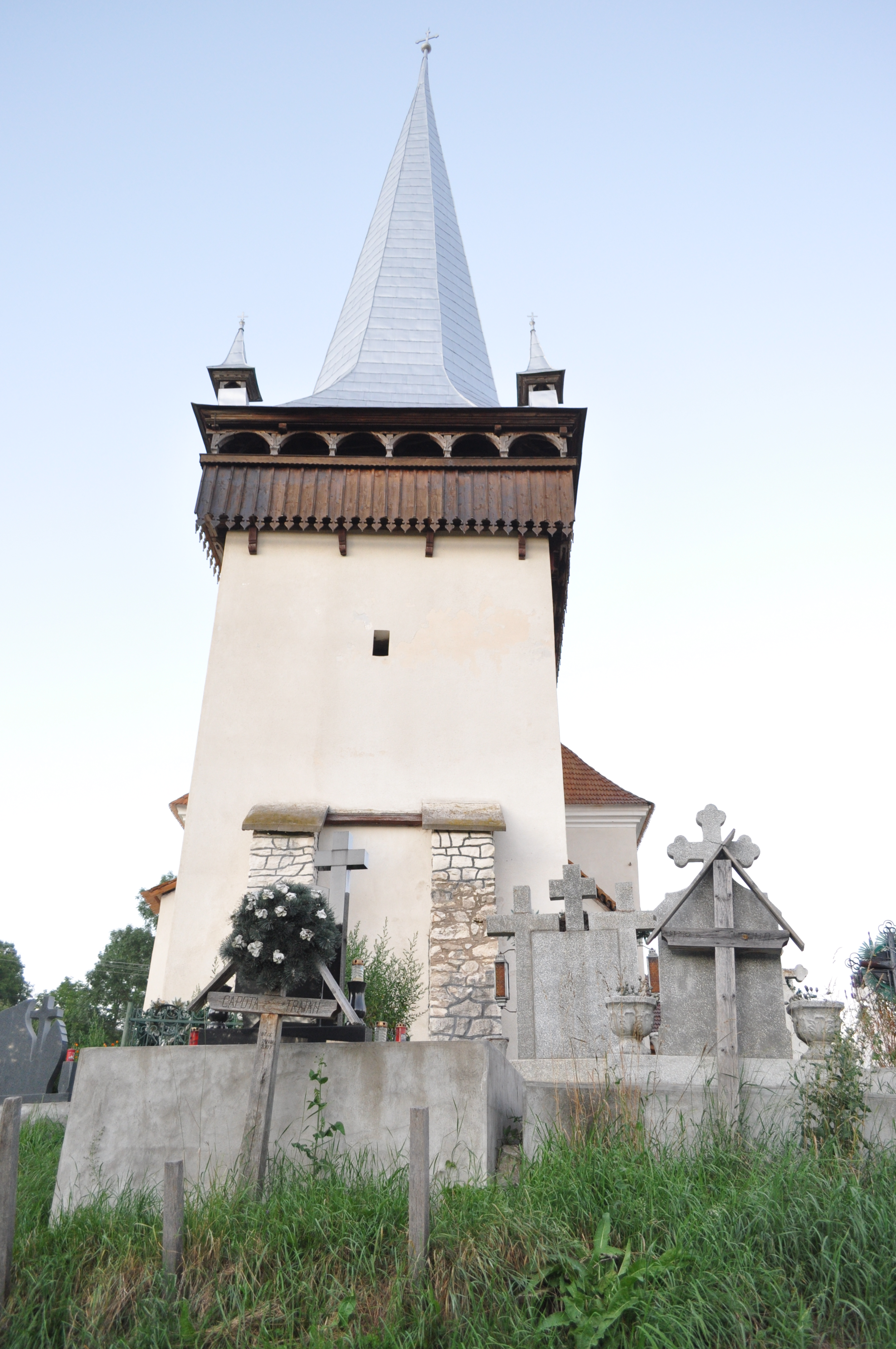
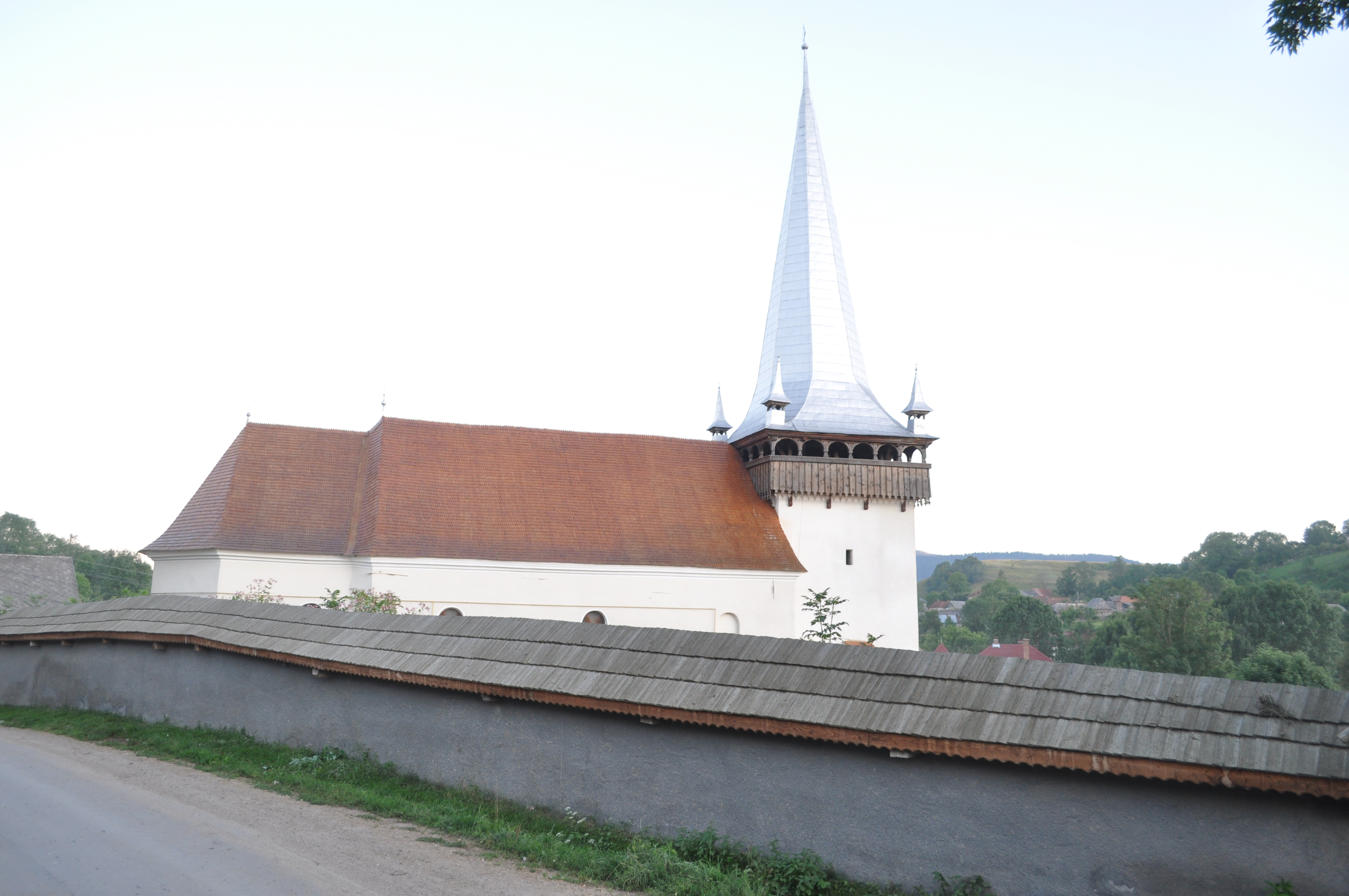
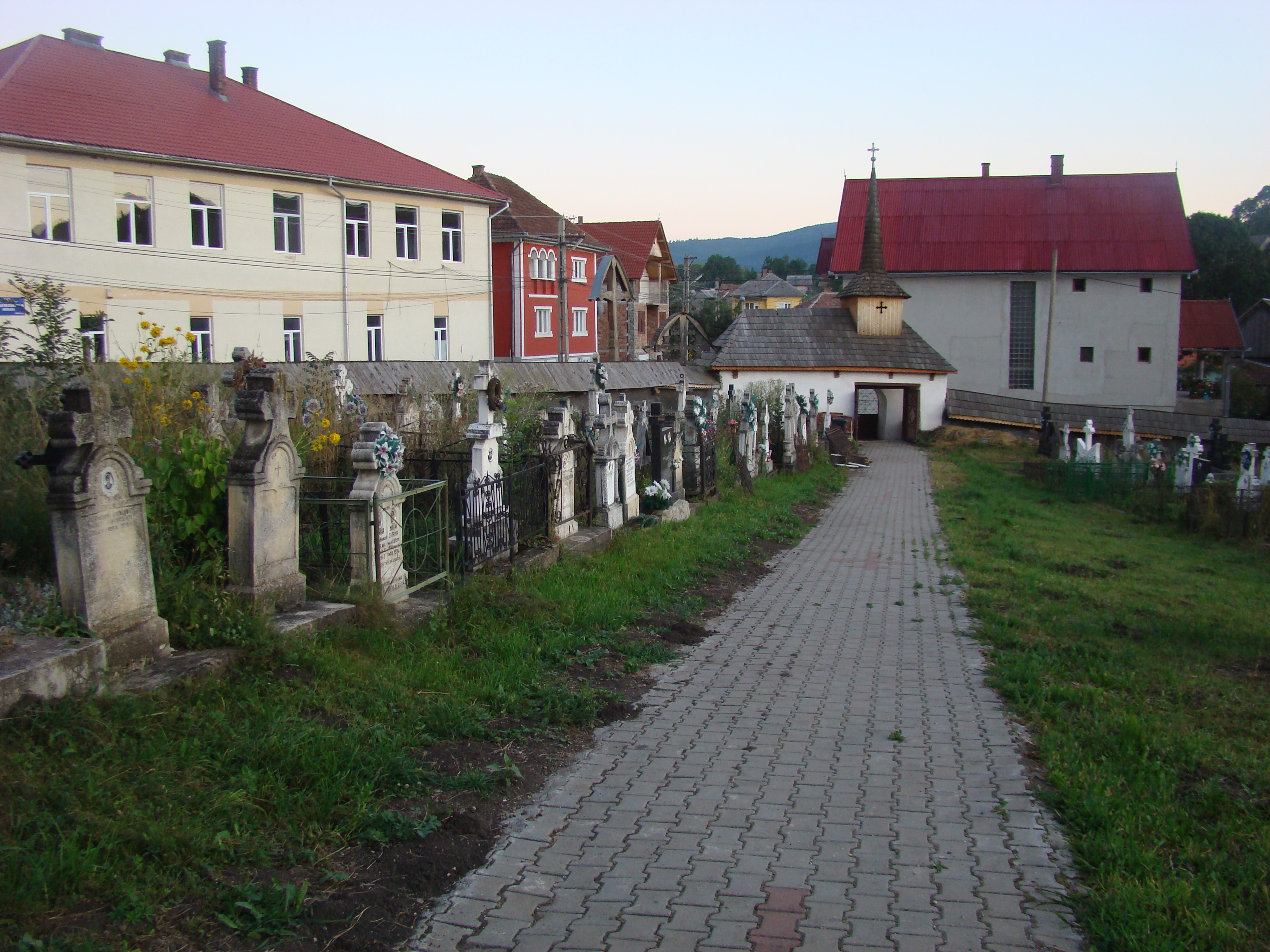
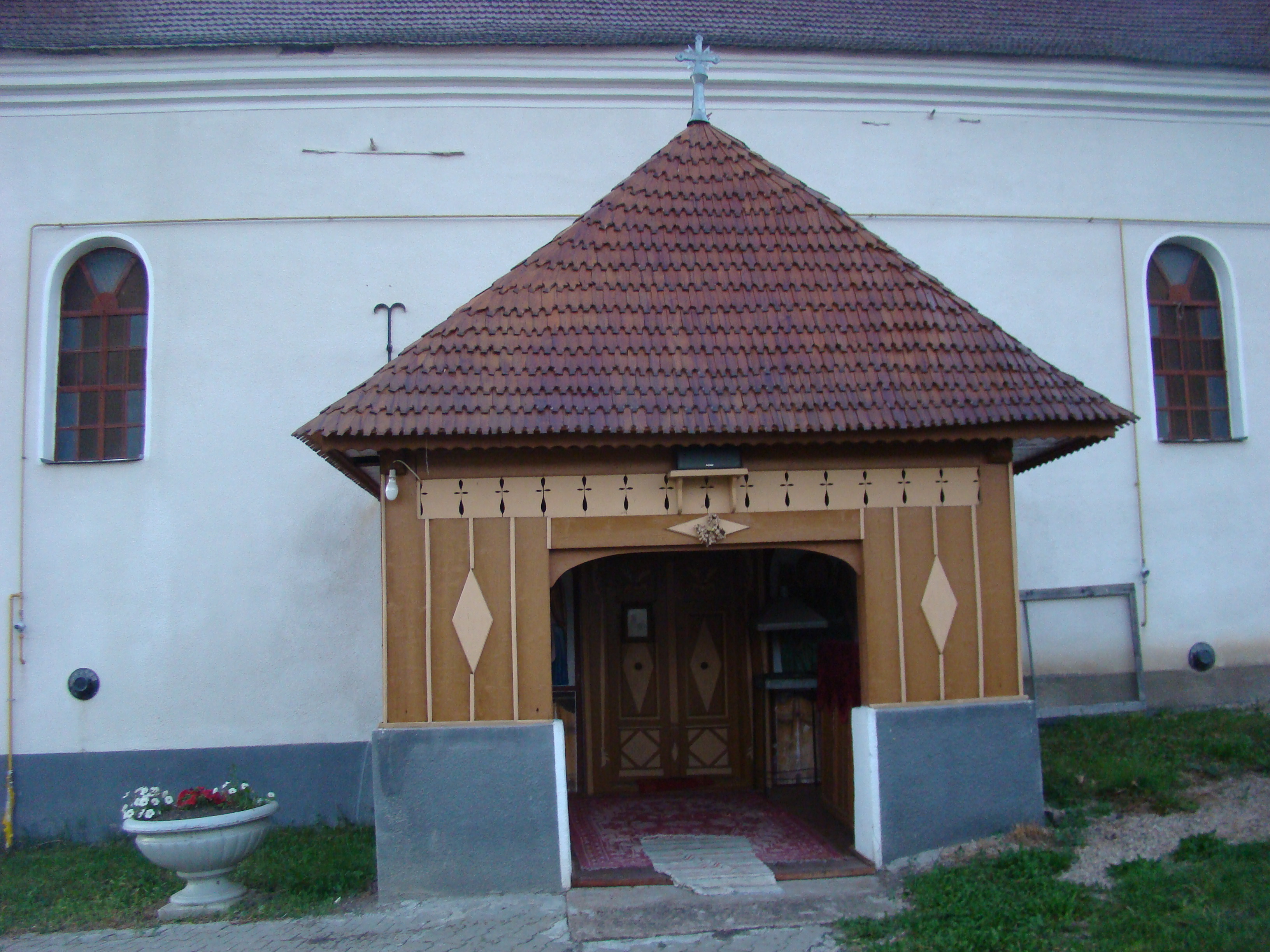
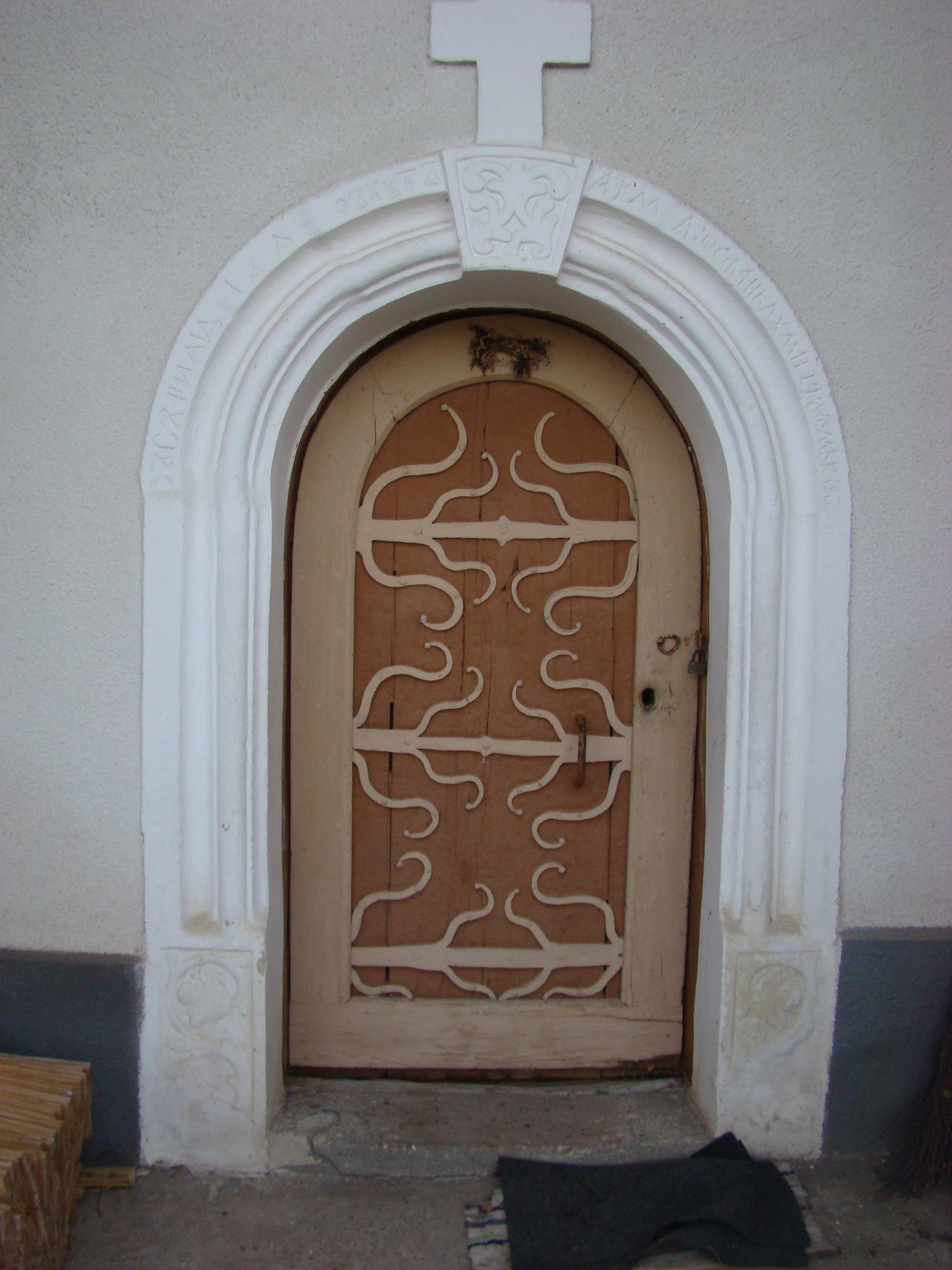
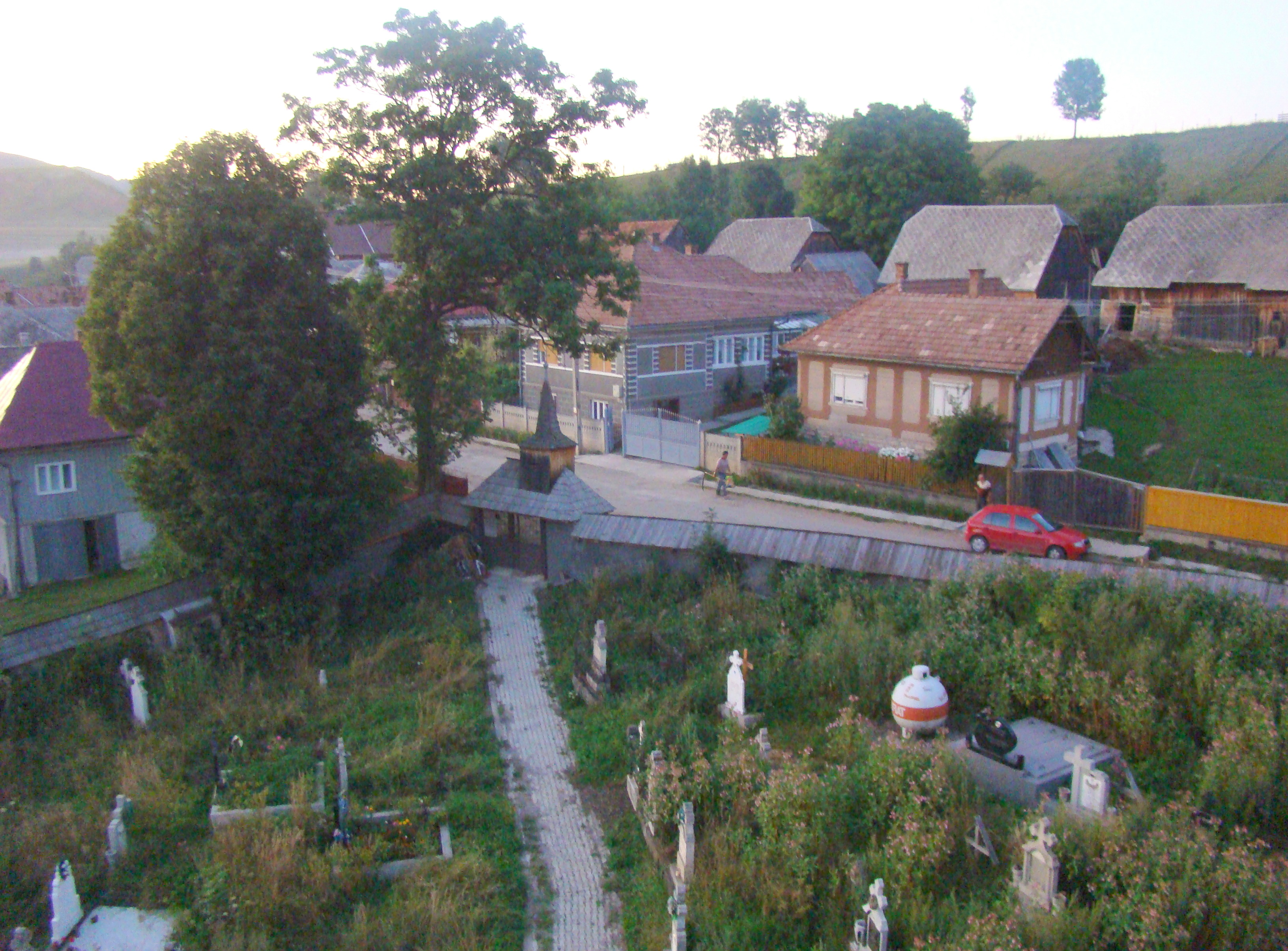
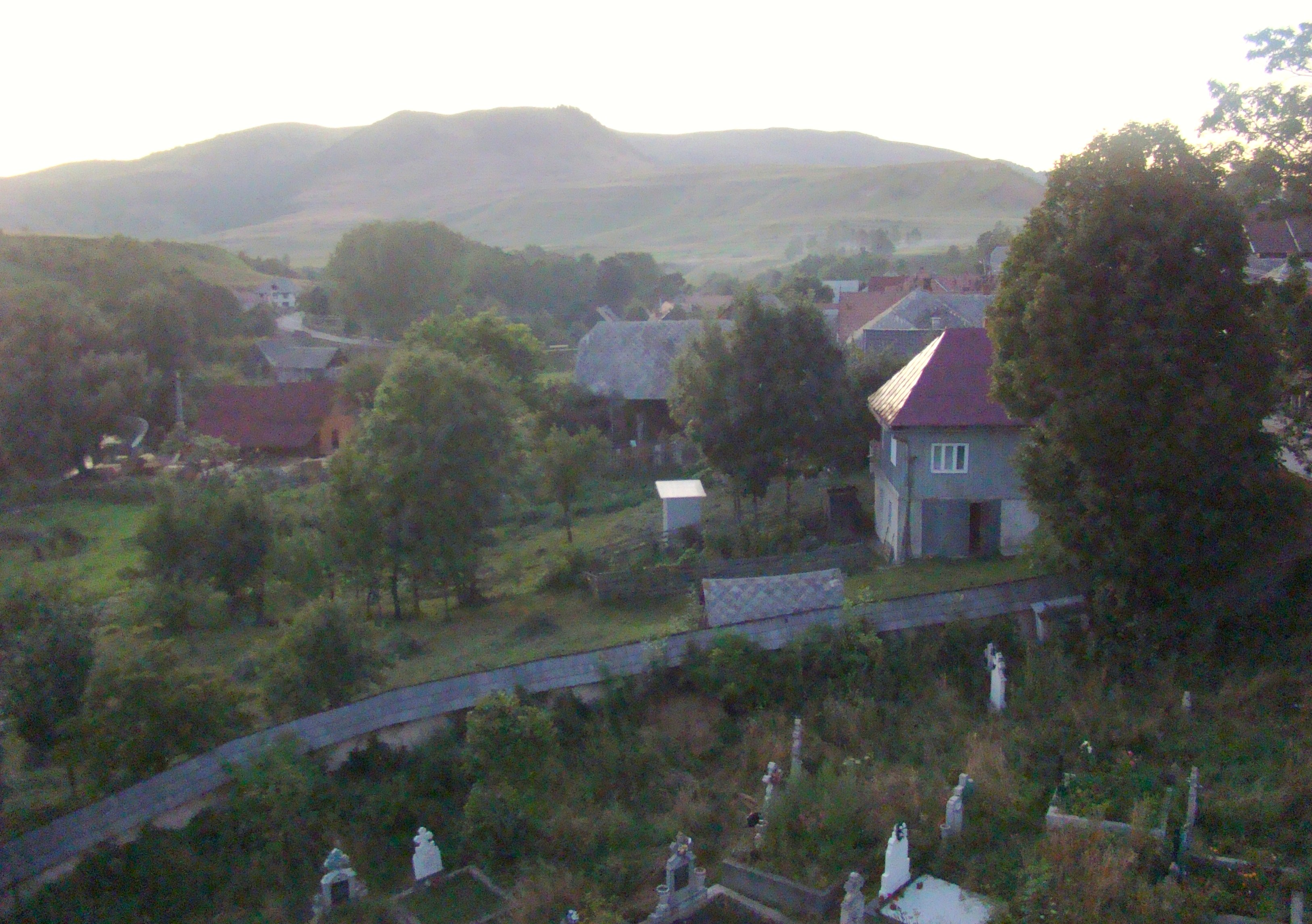

## Imagini din interior

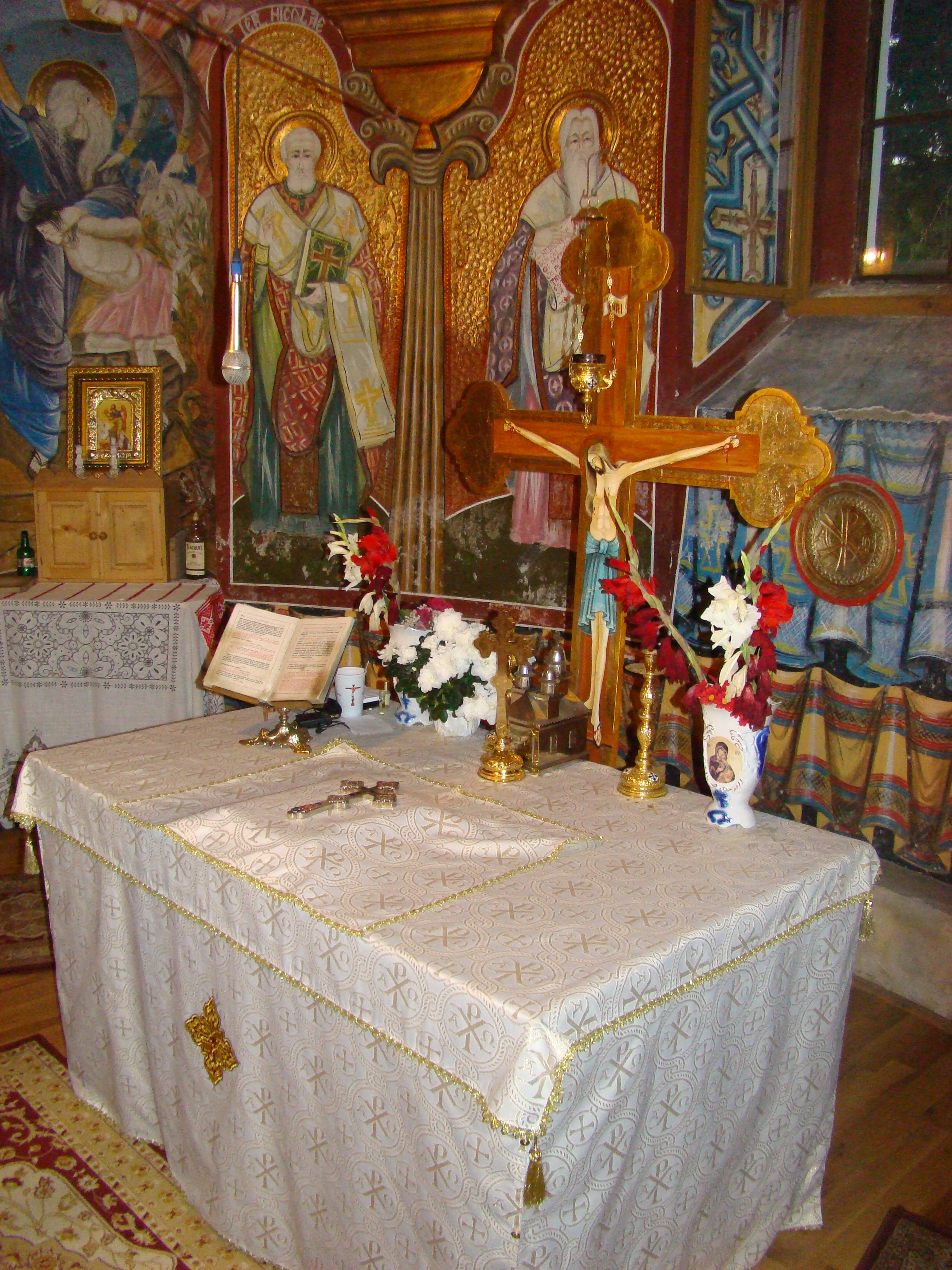
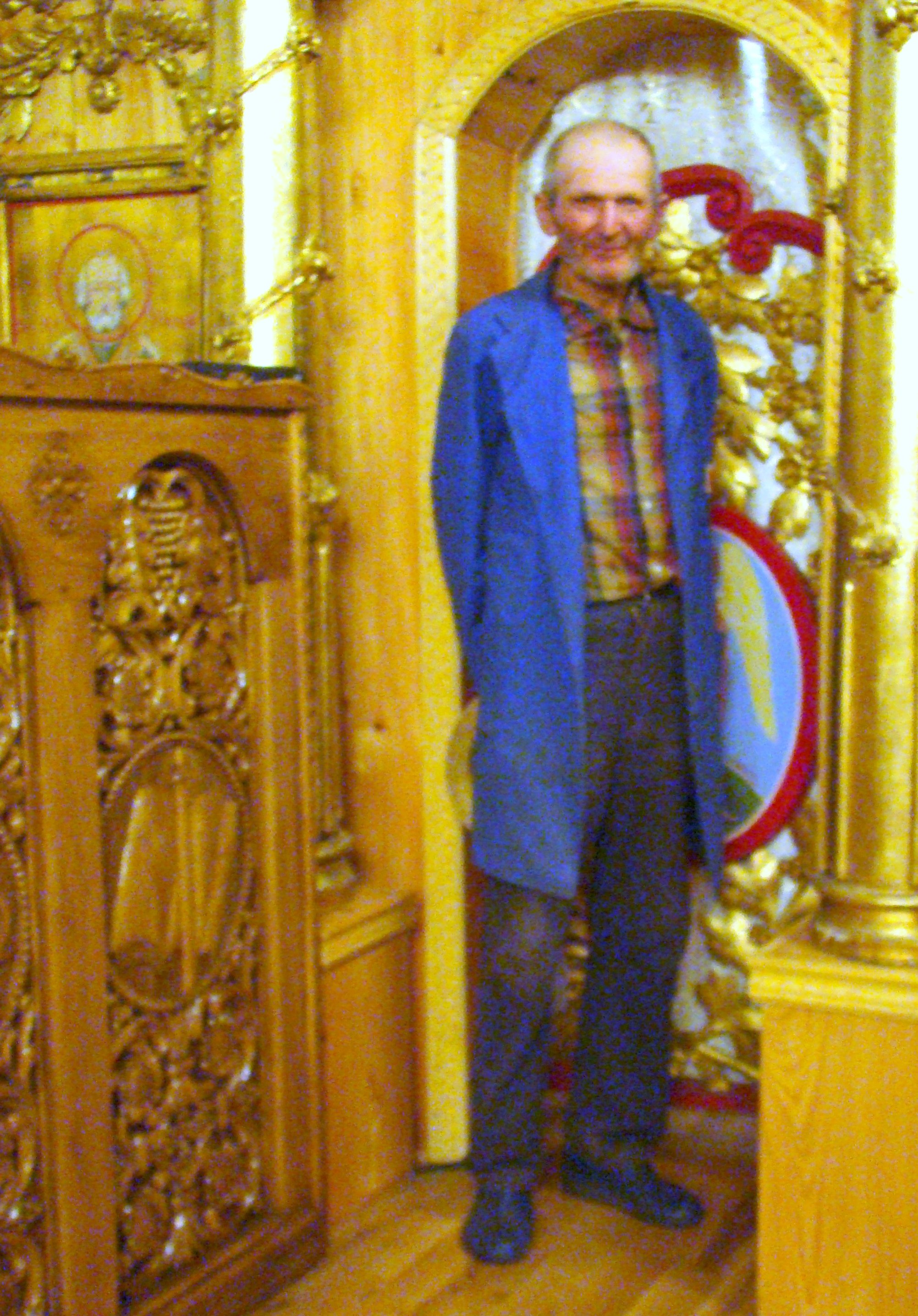
Sfătul Penea Traian
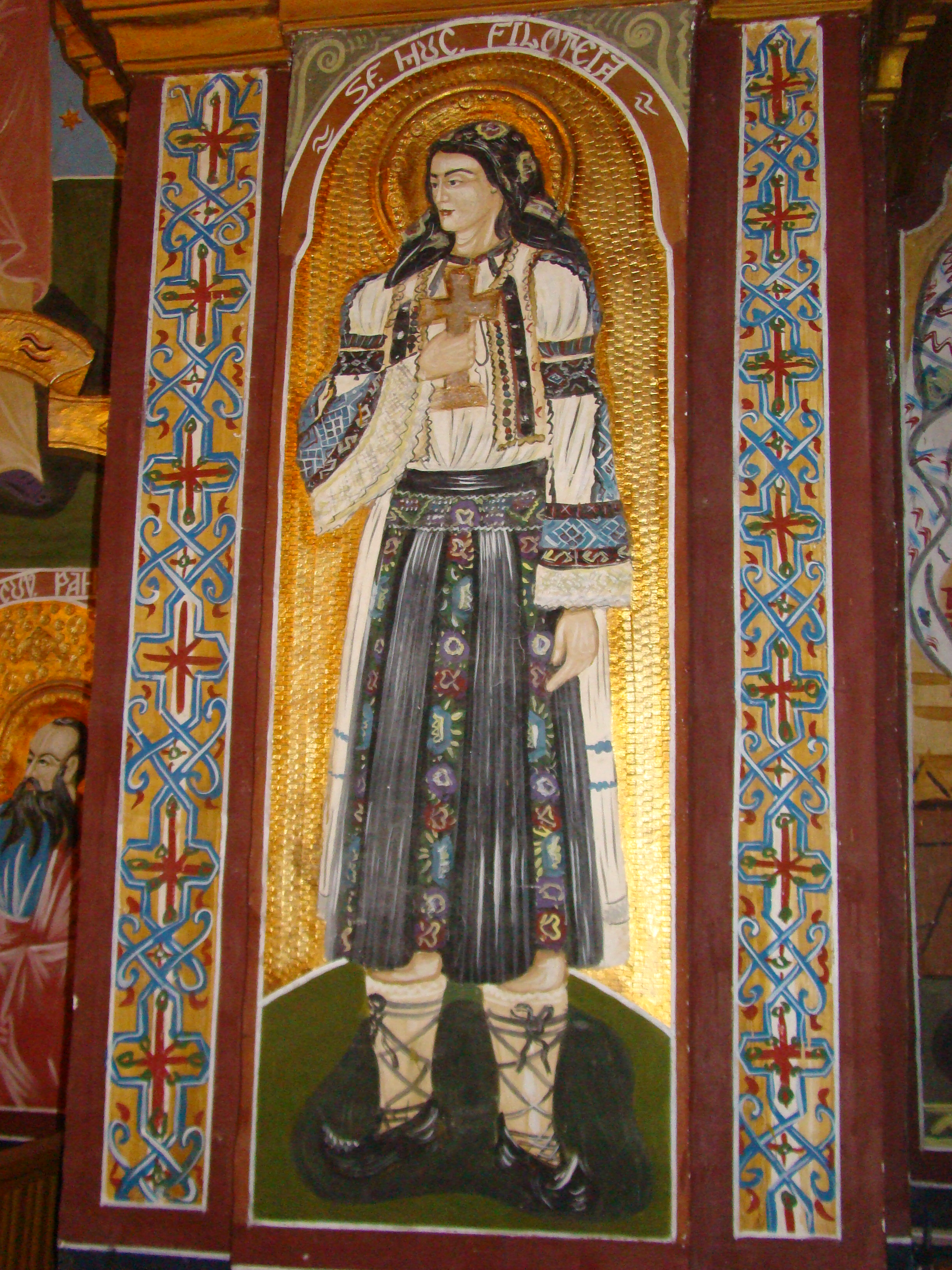
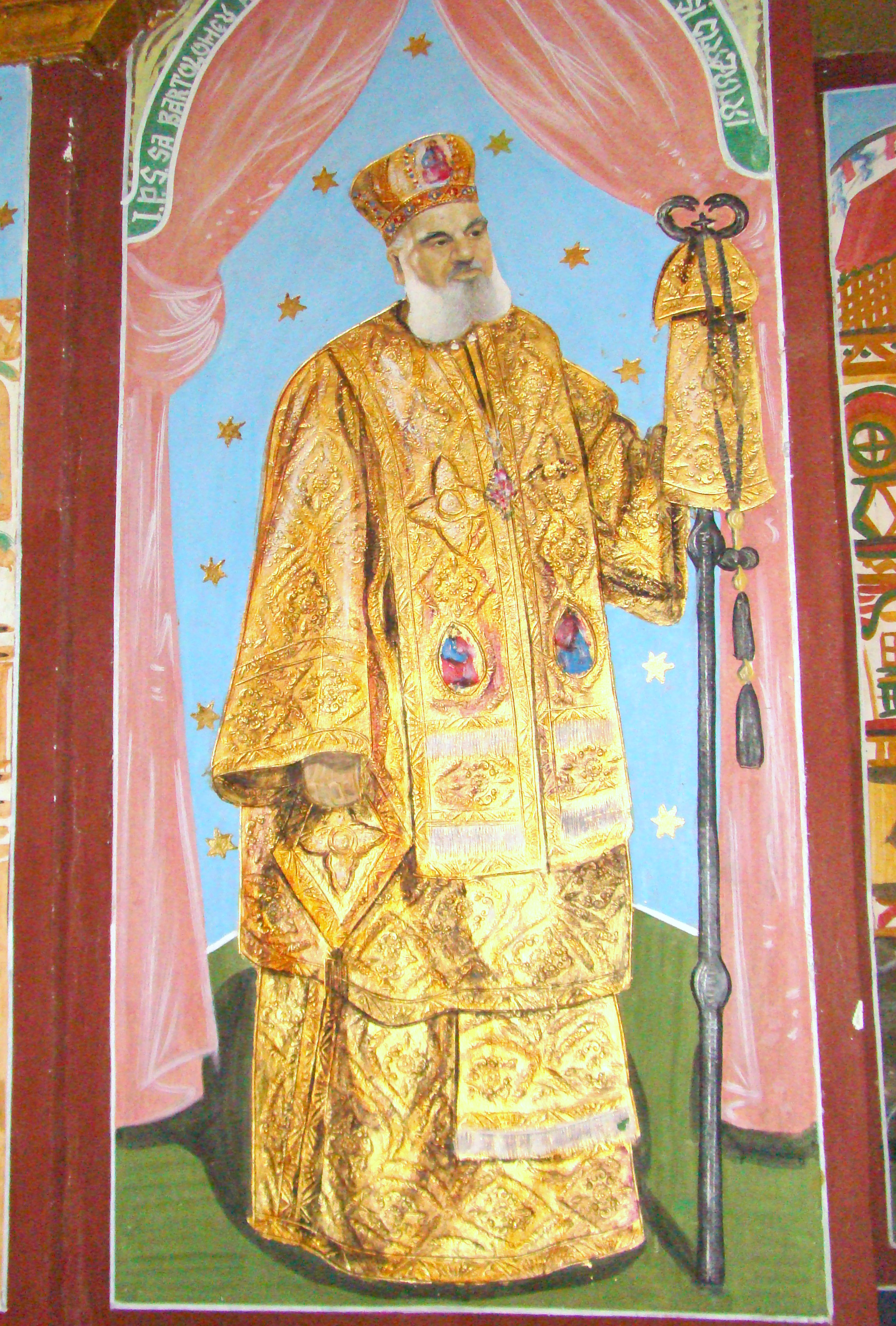
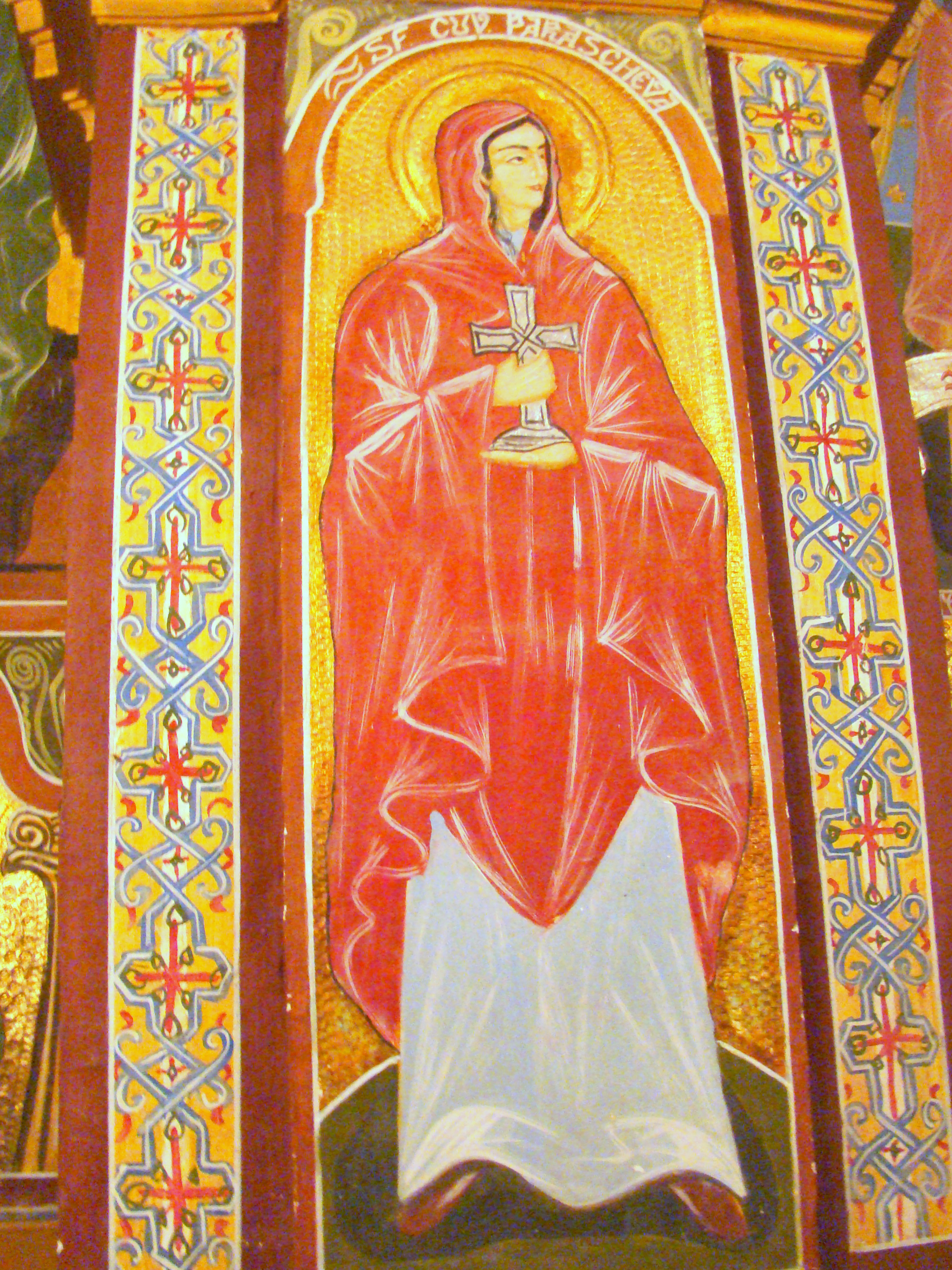
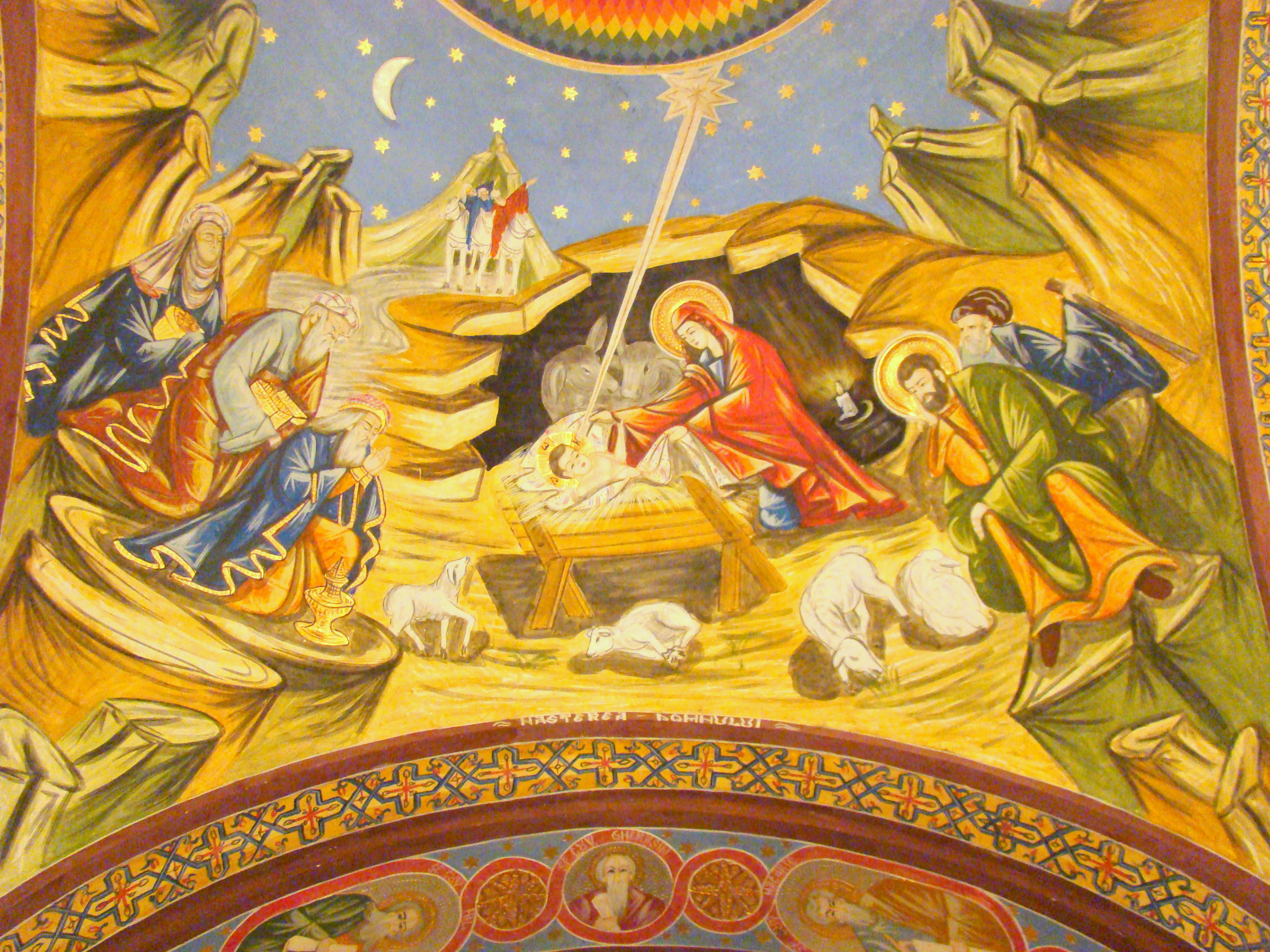
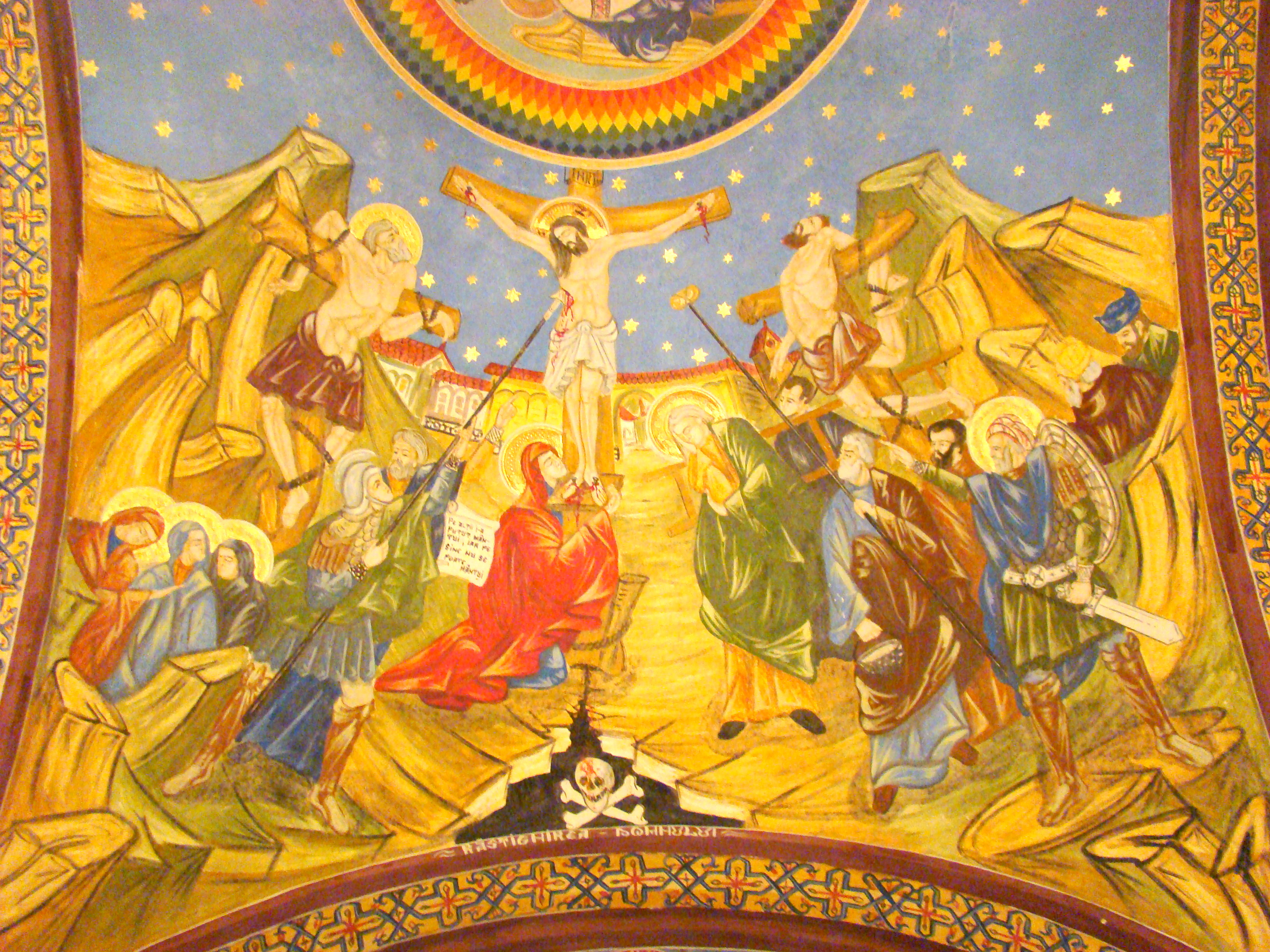
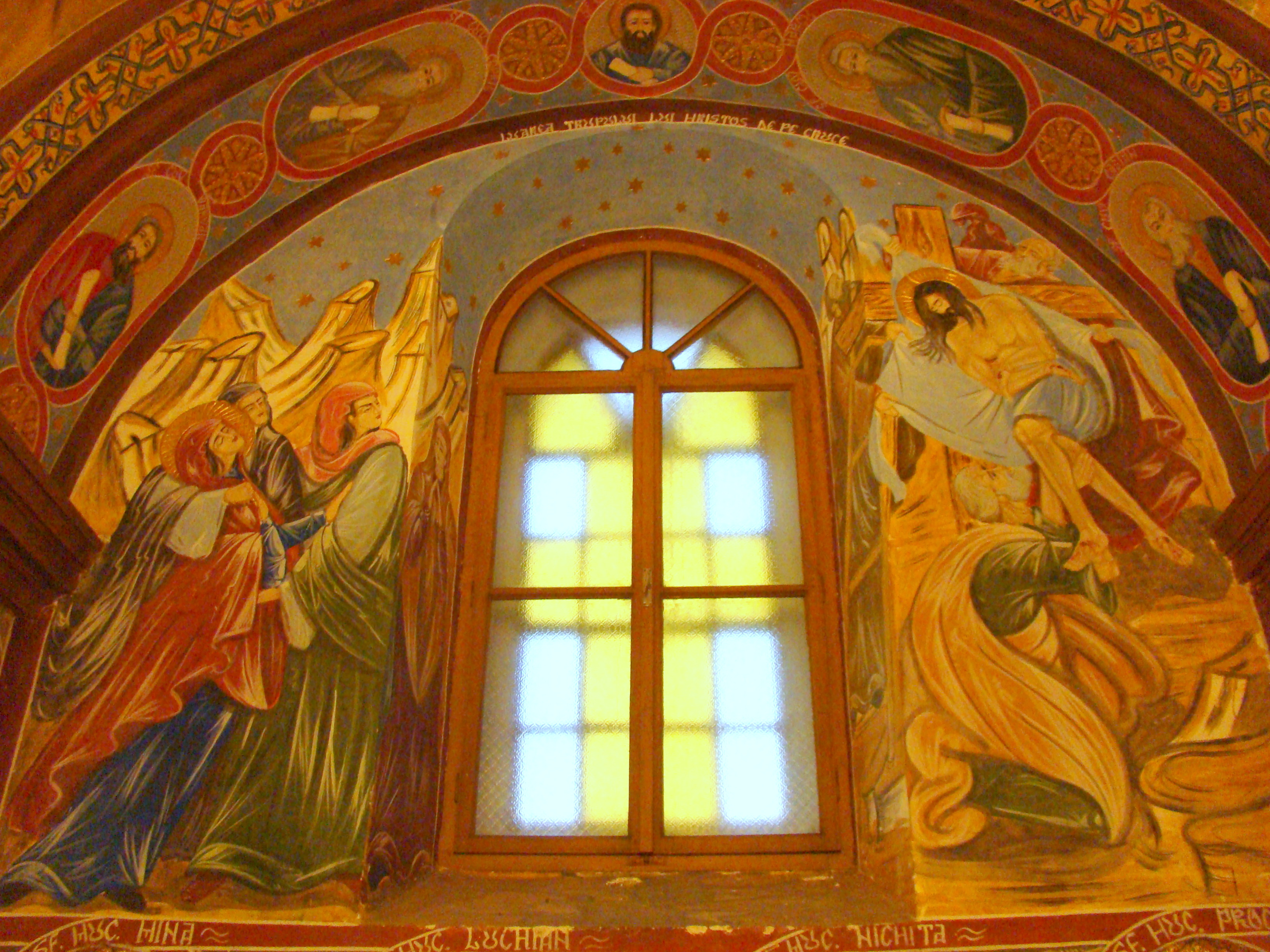
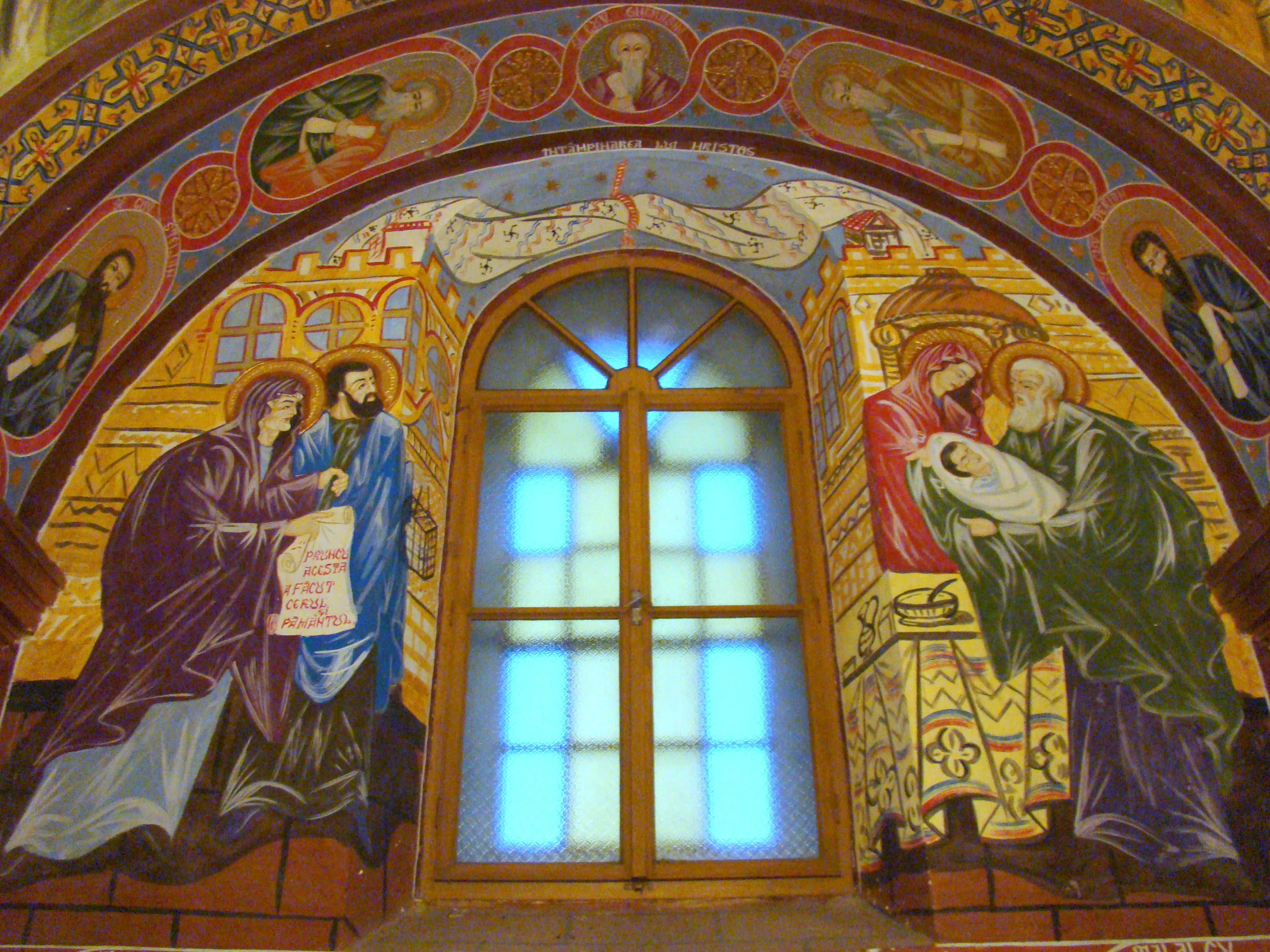
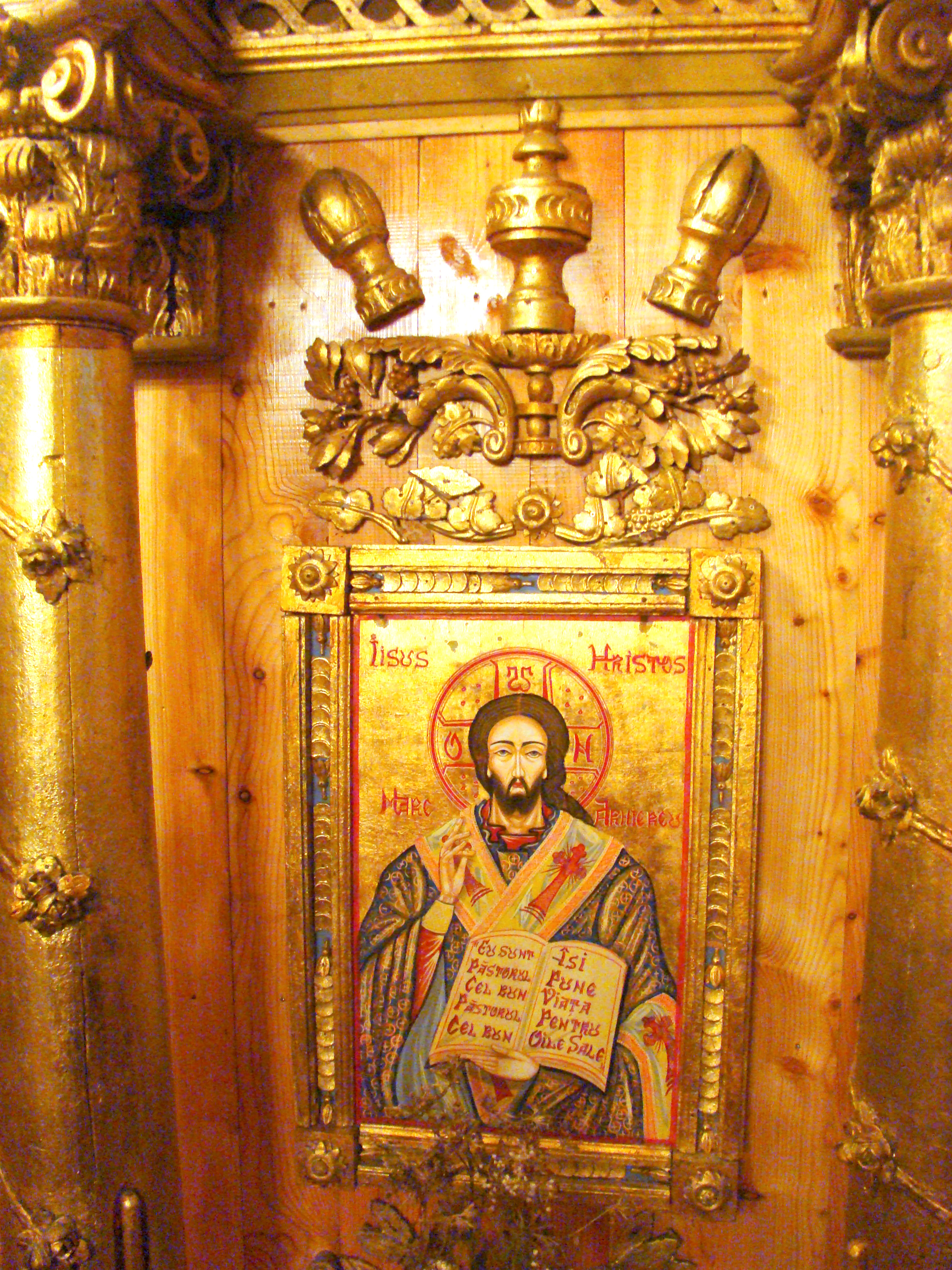
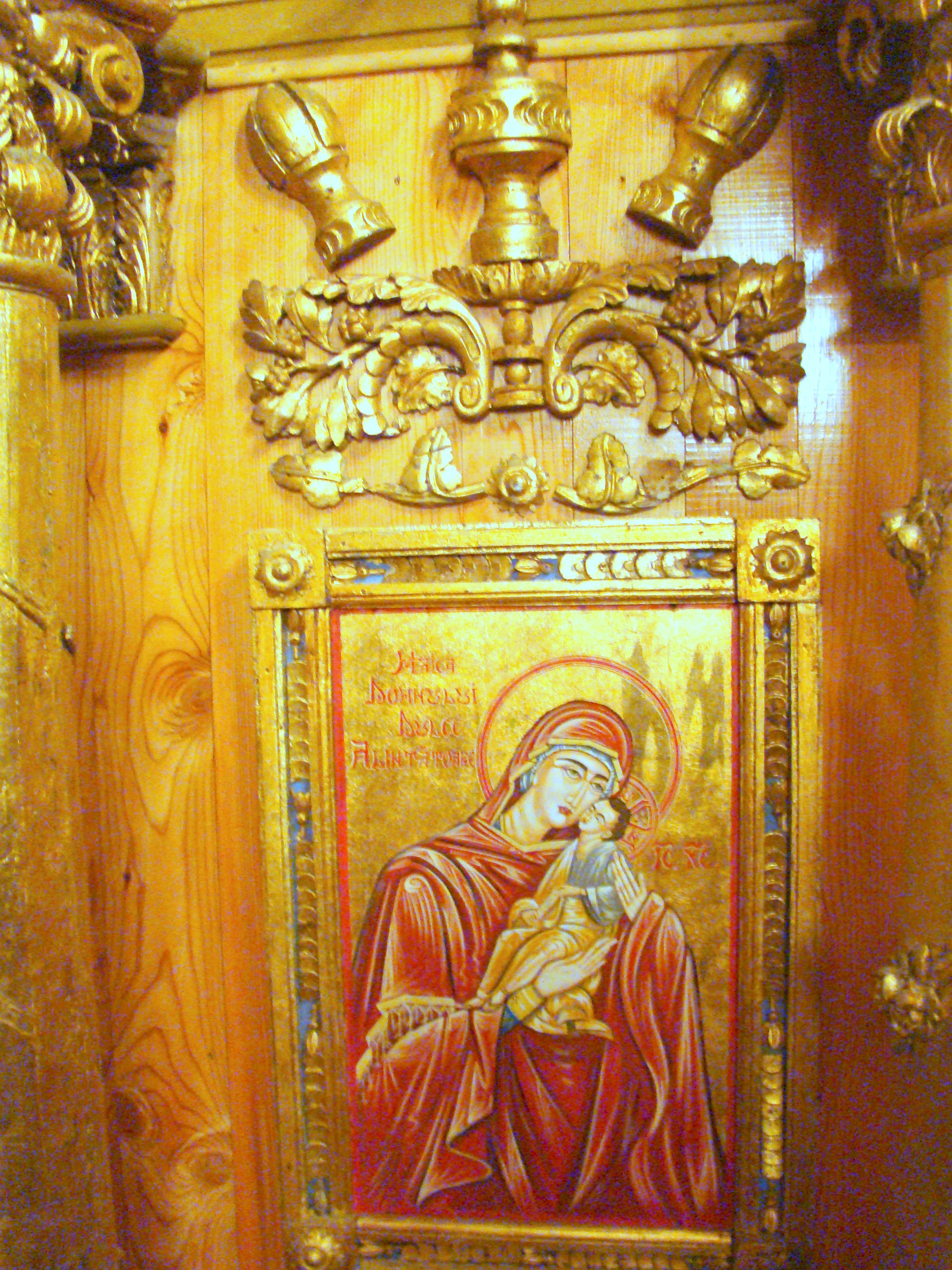
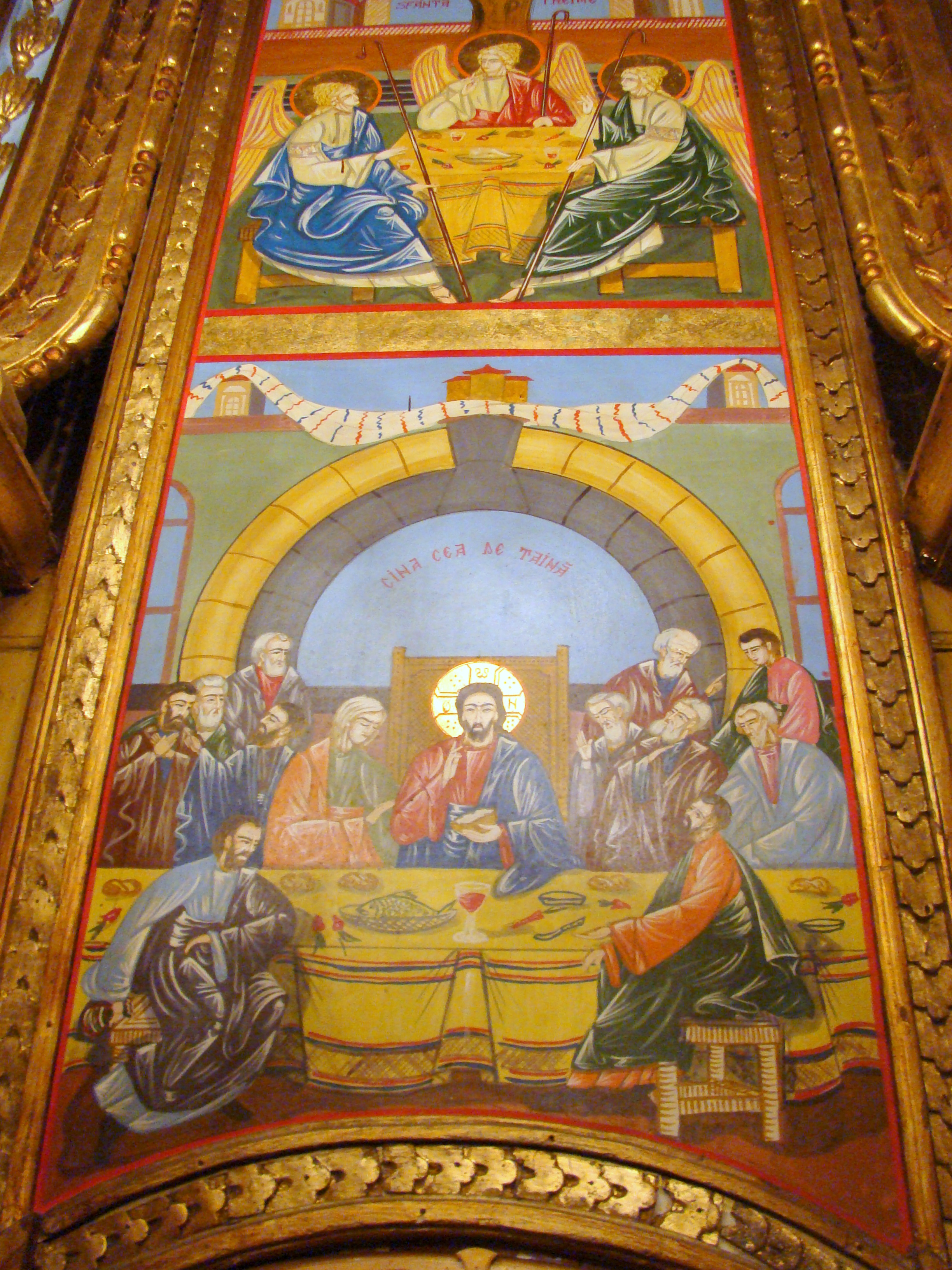
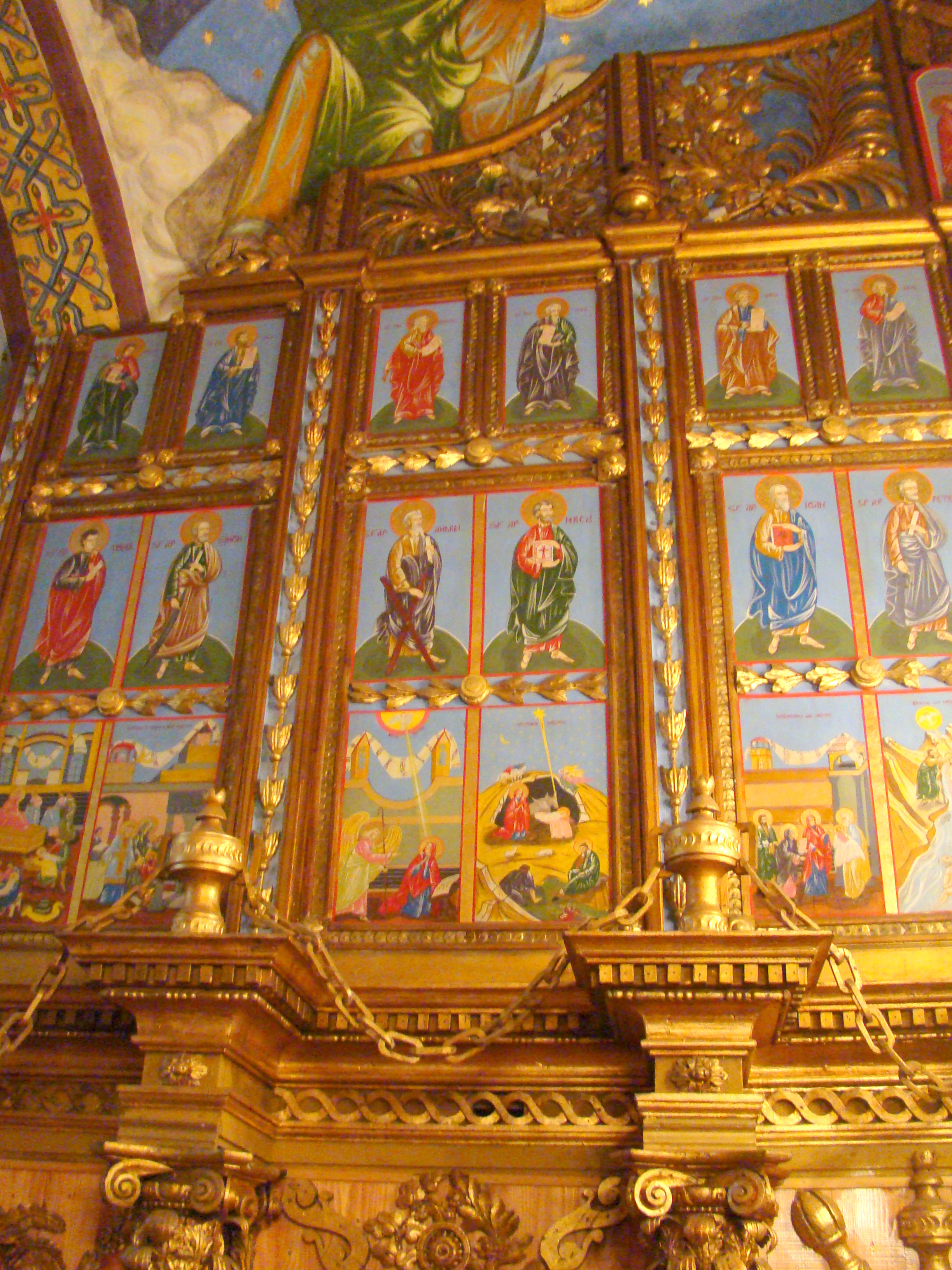
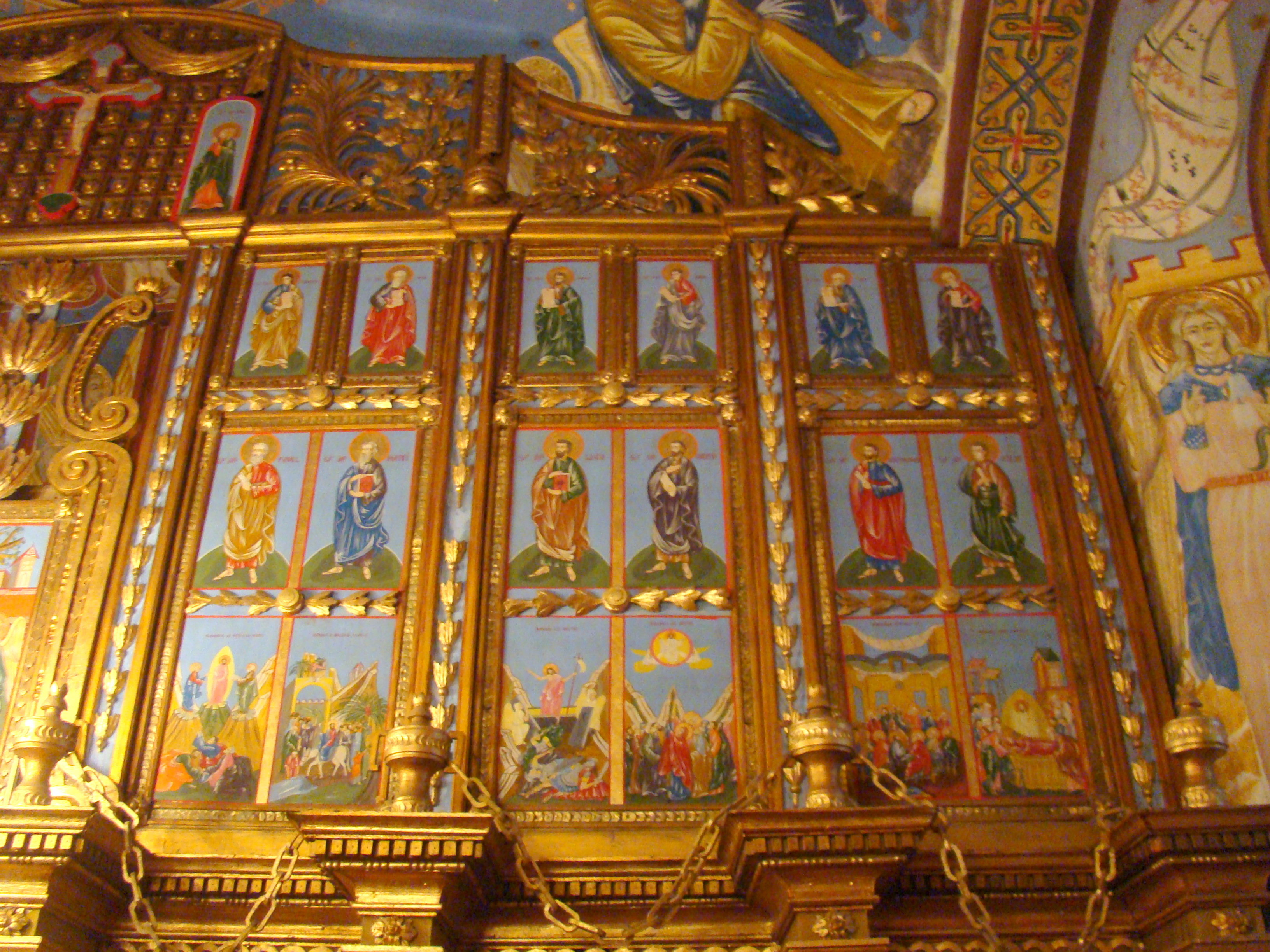
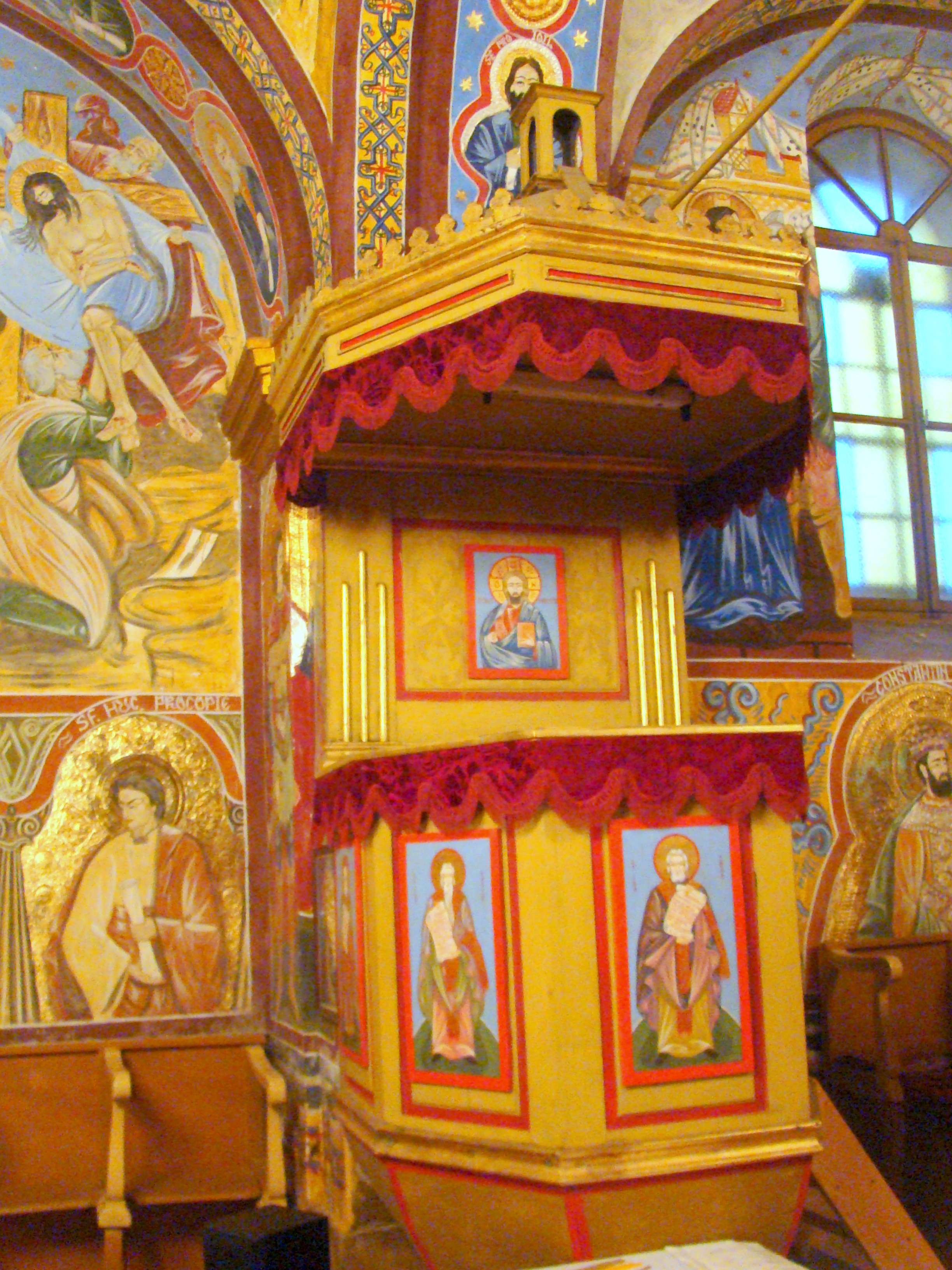
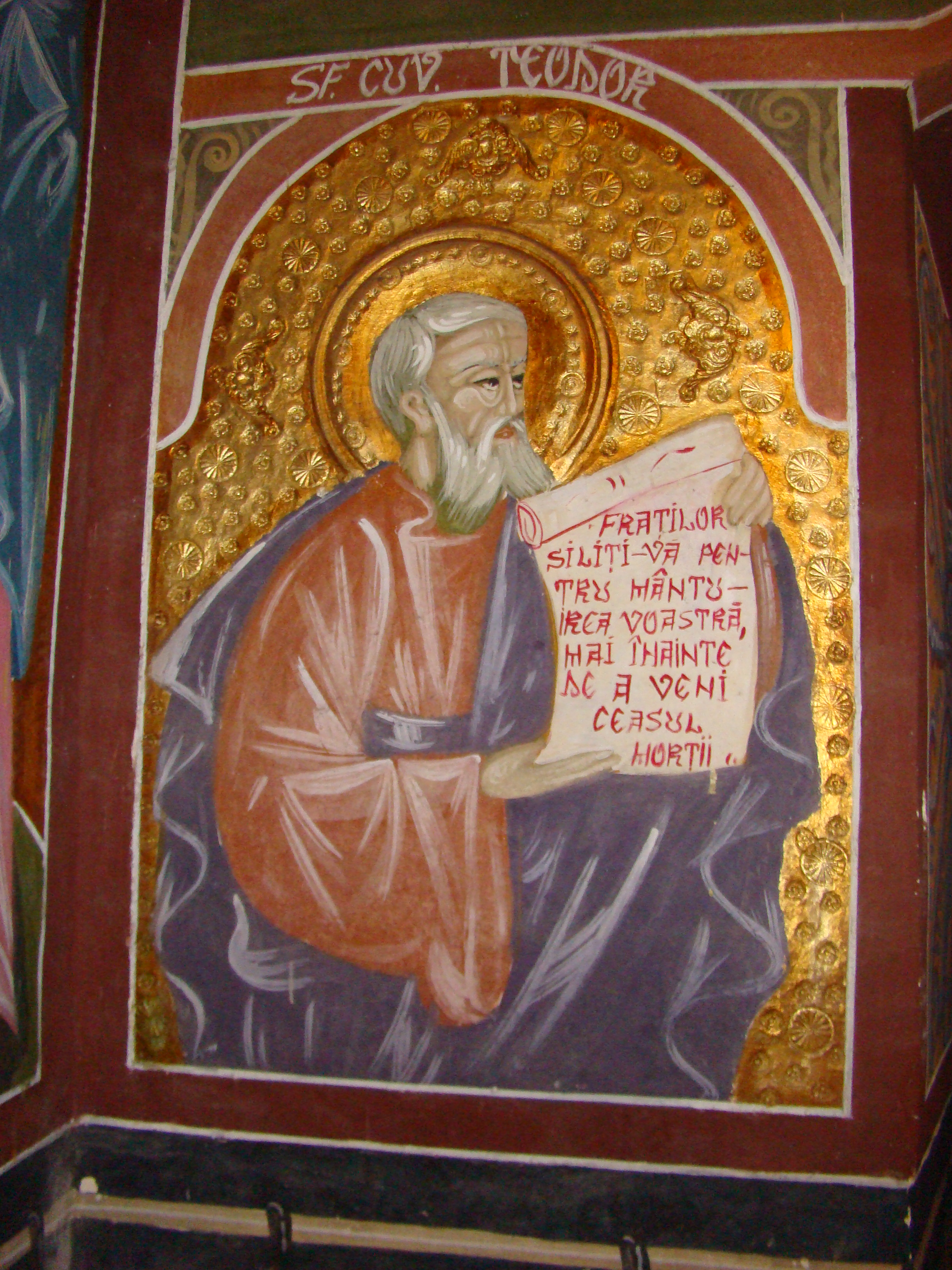
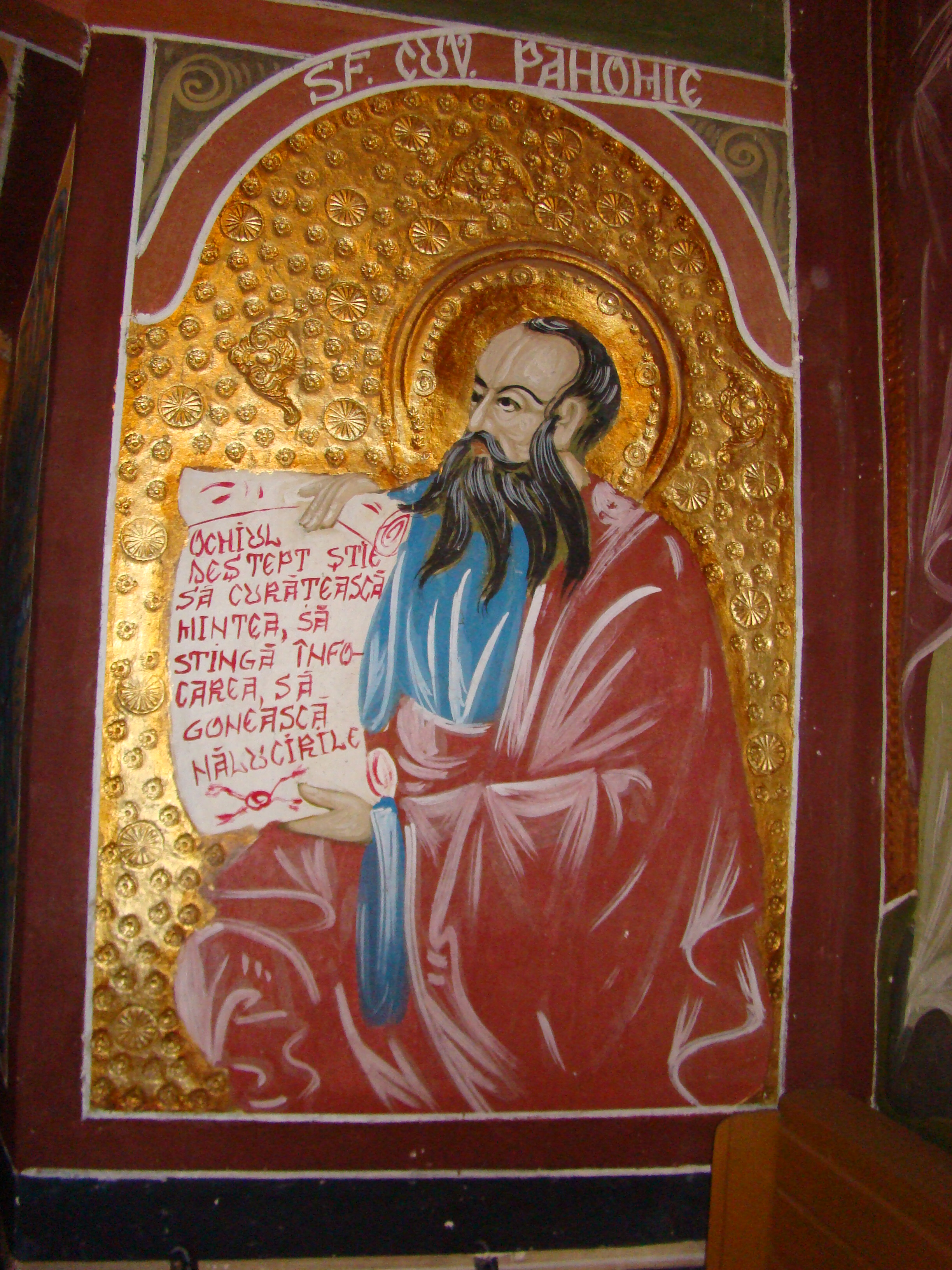
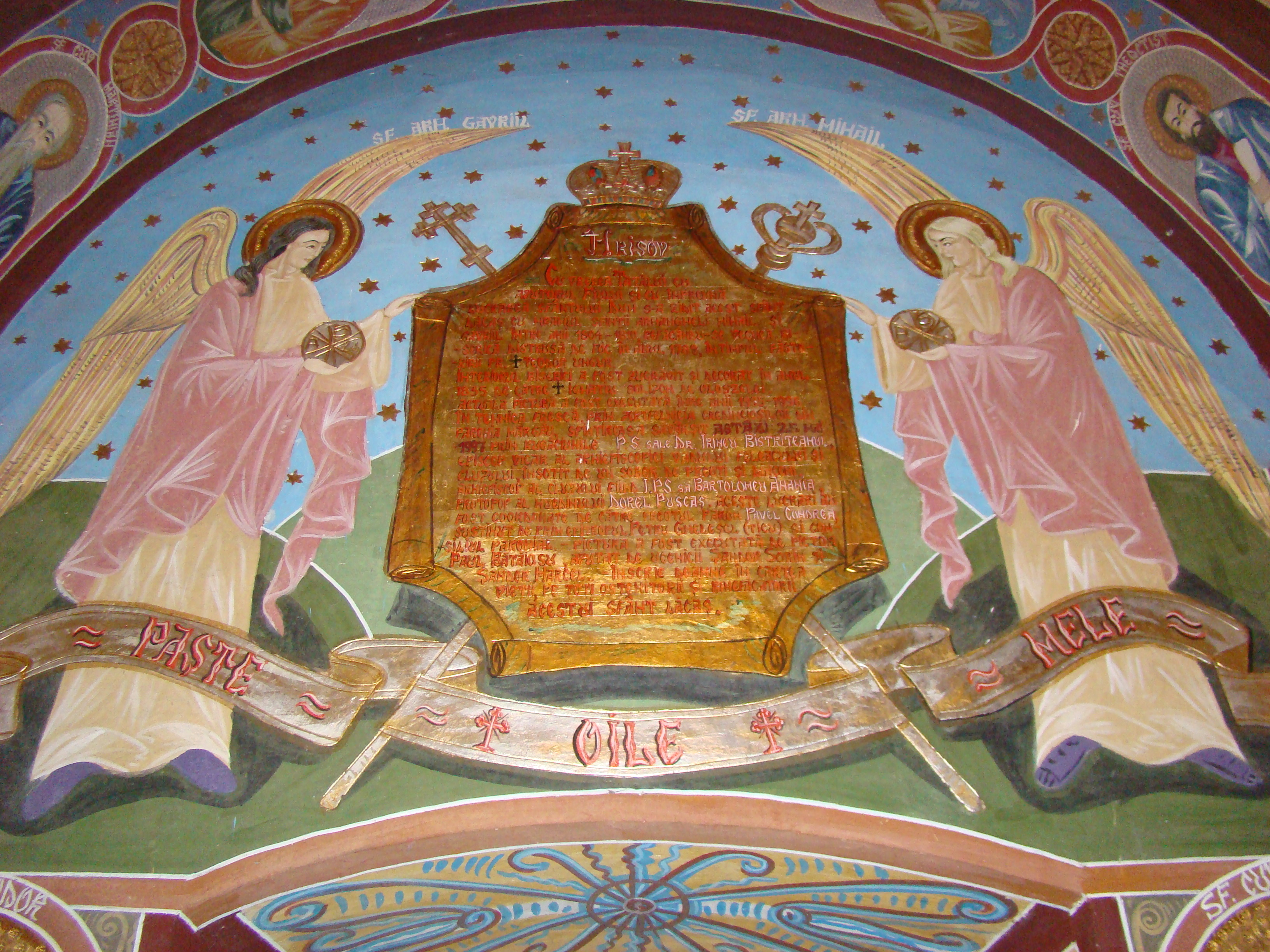
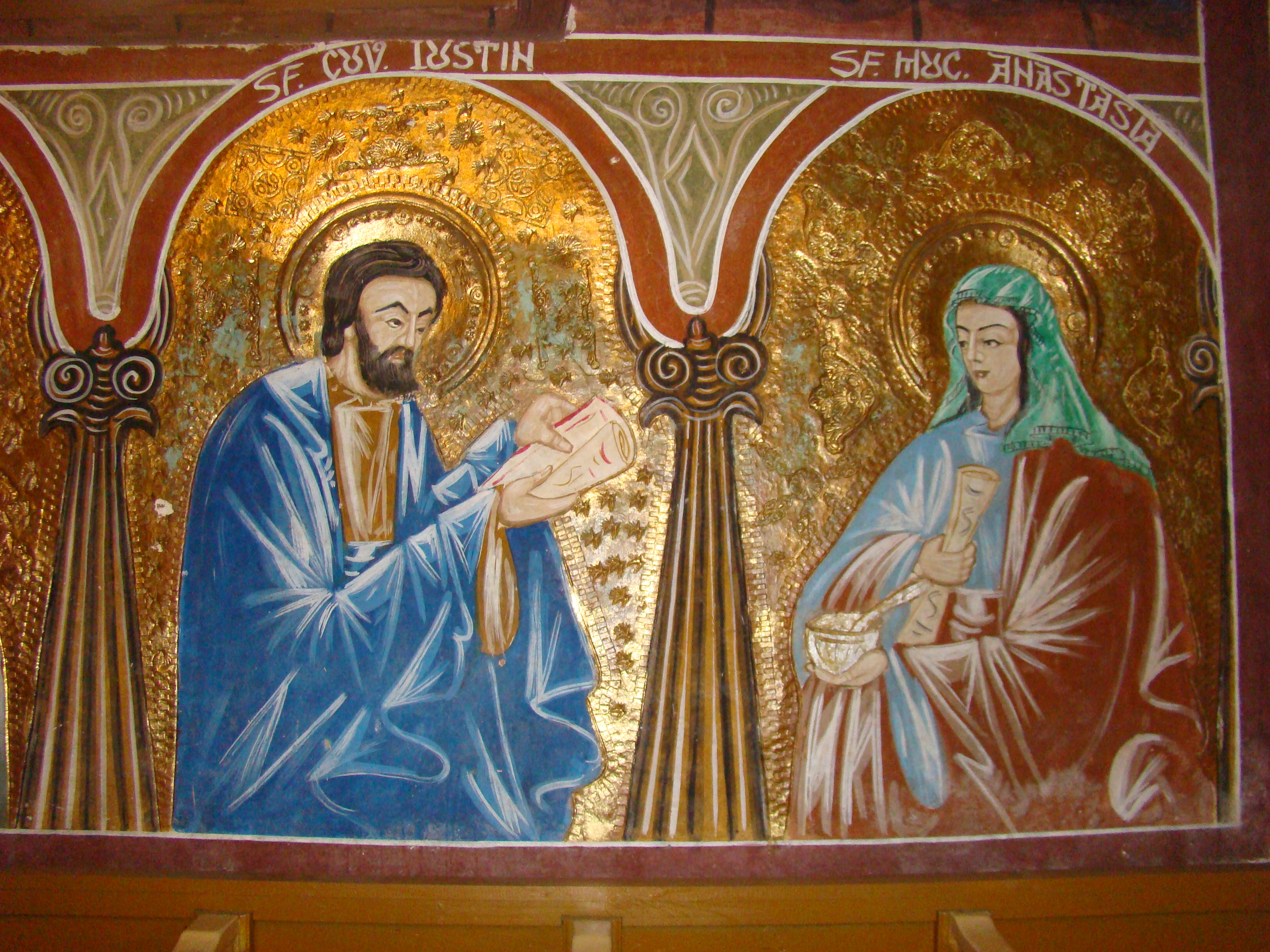
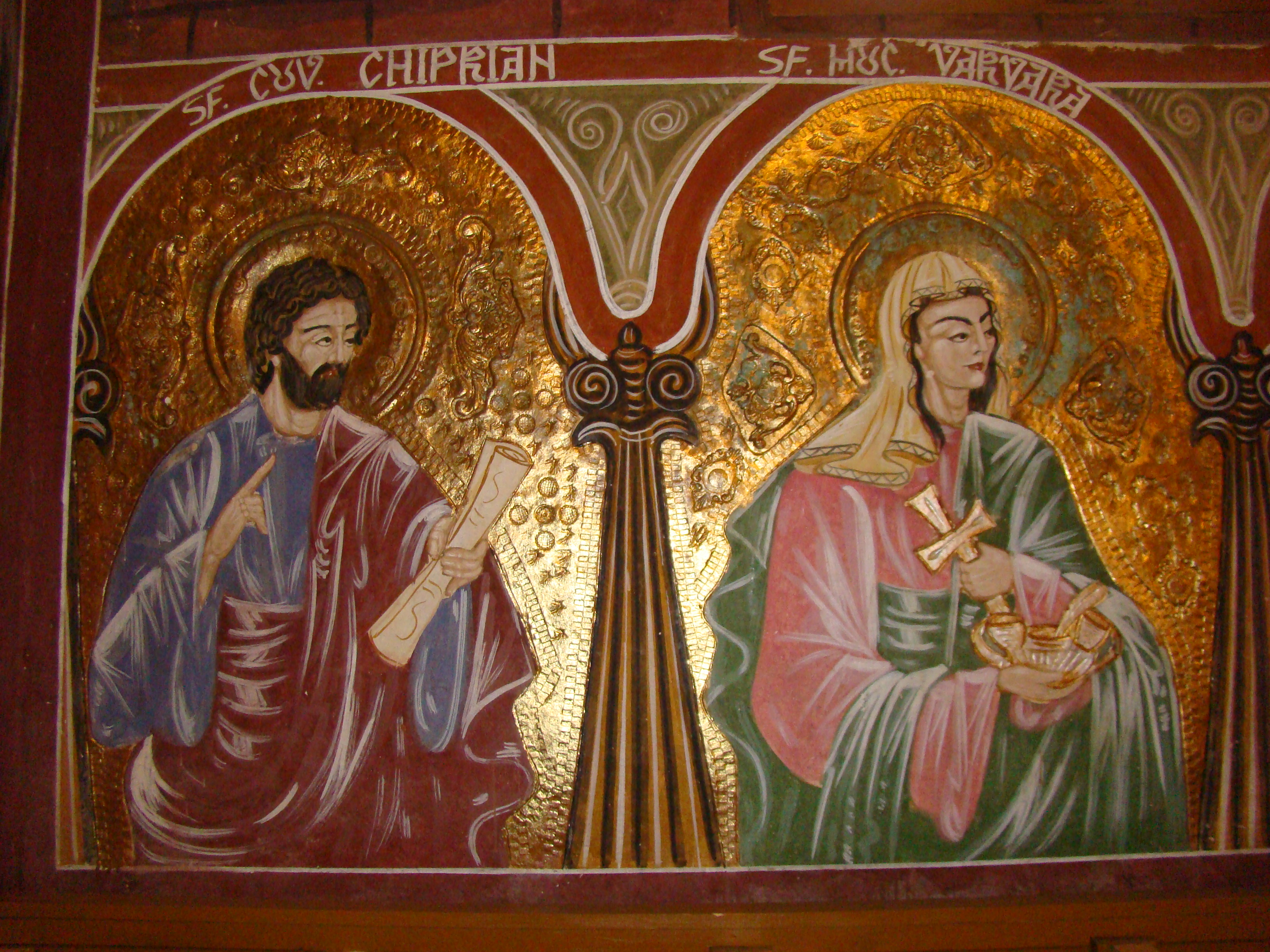
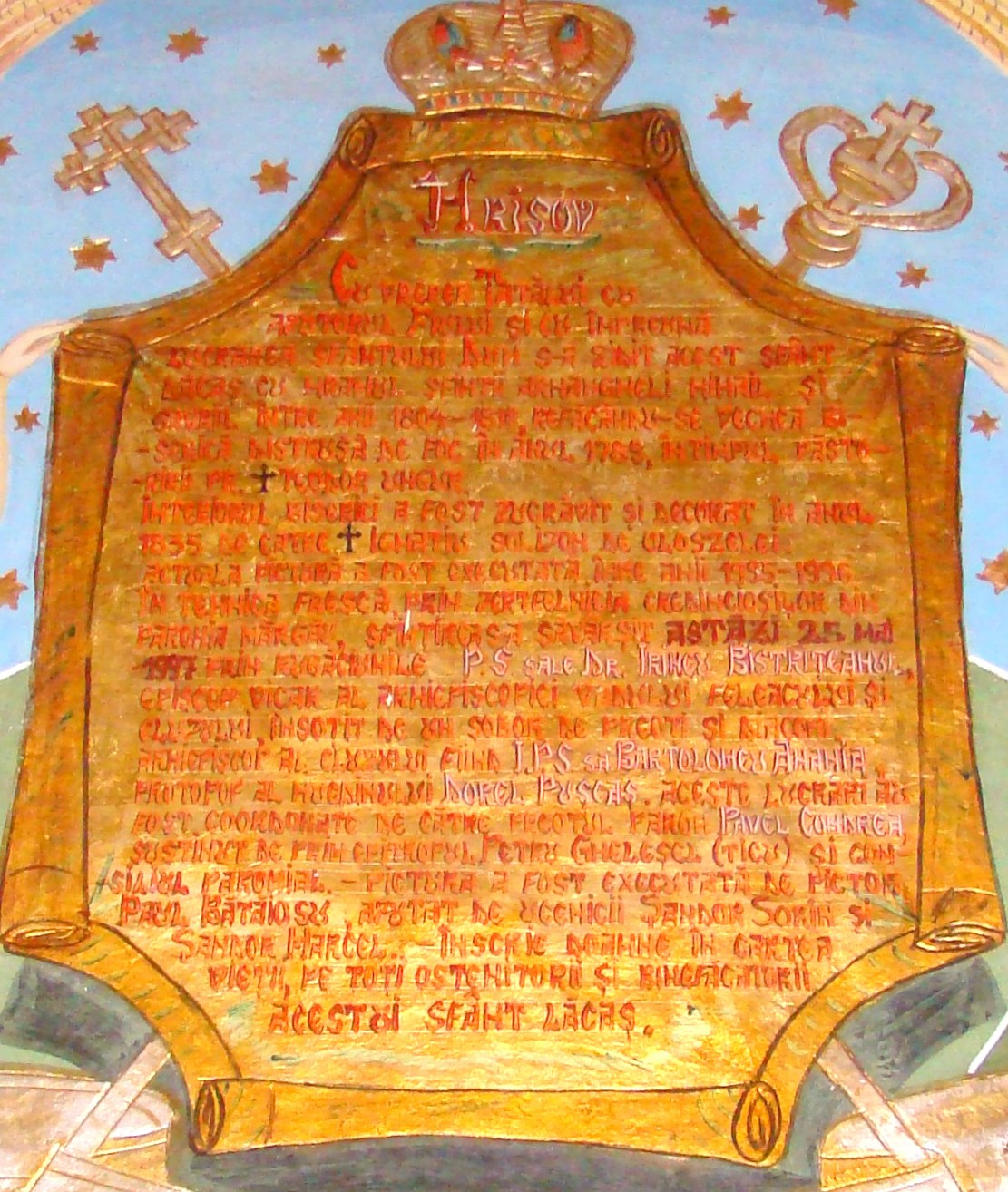
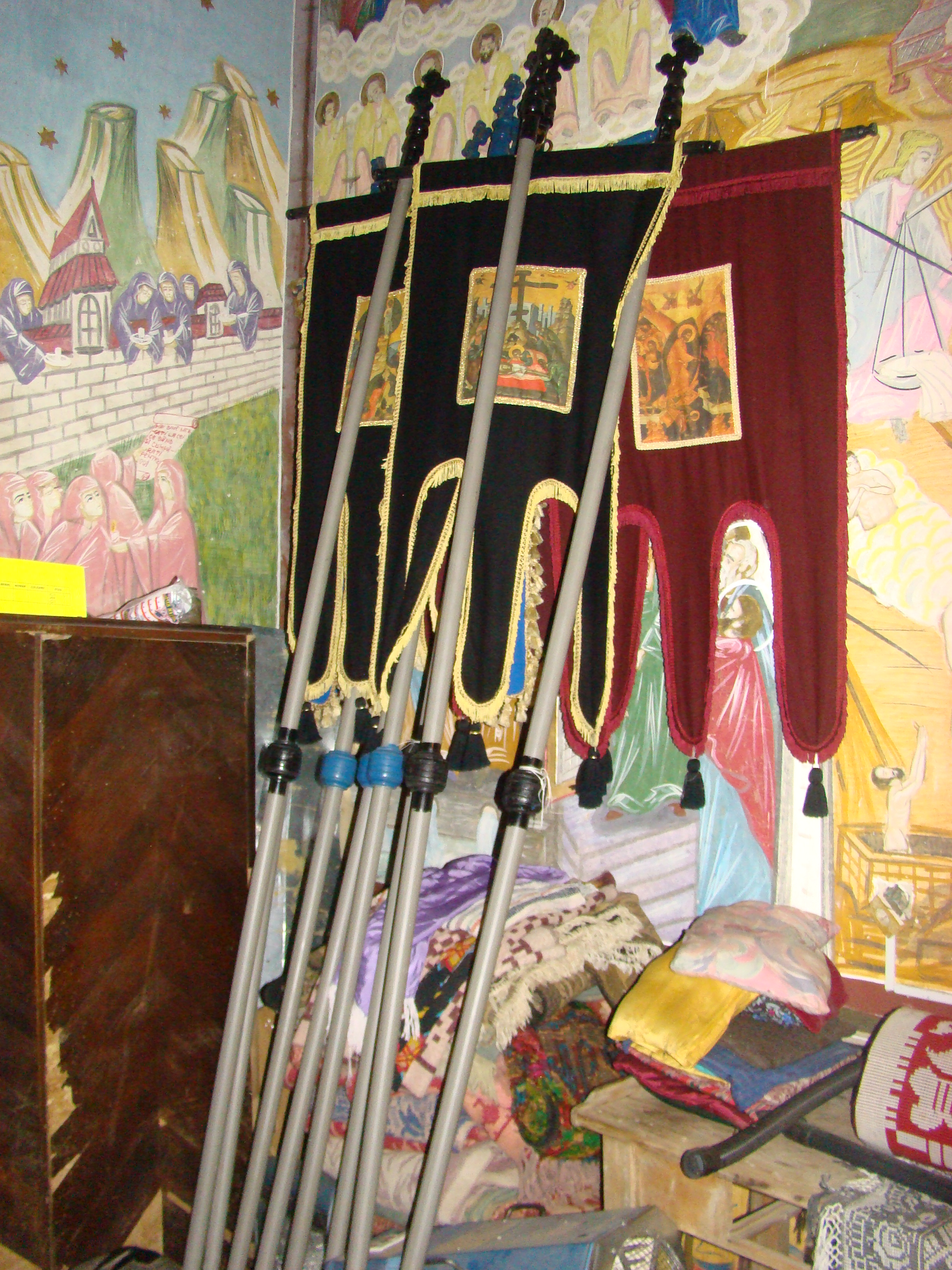
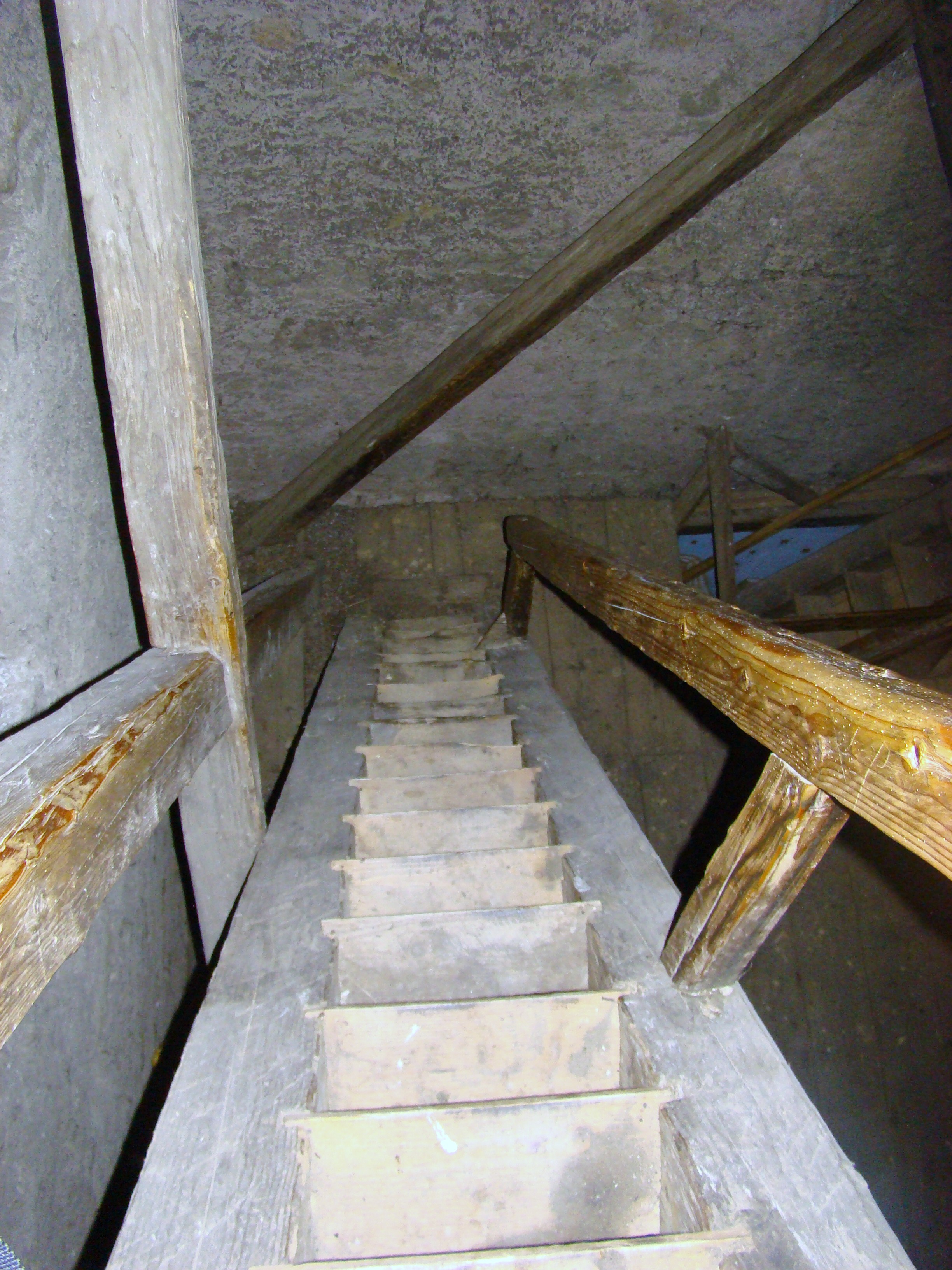
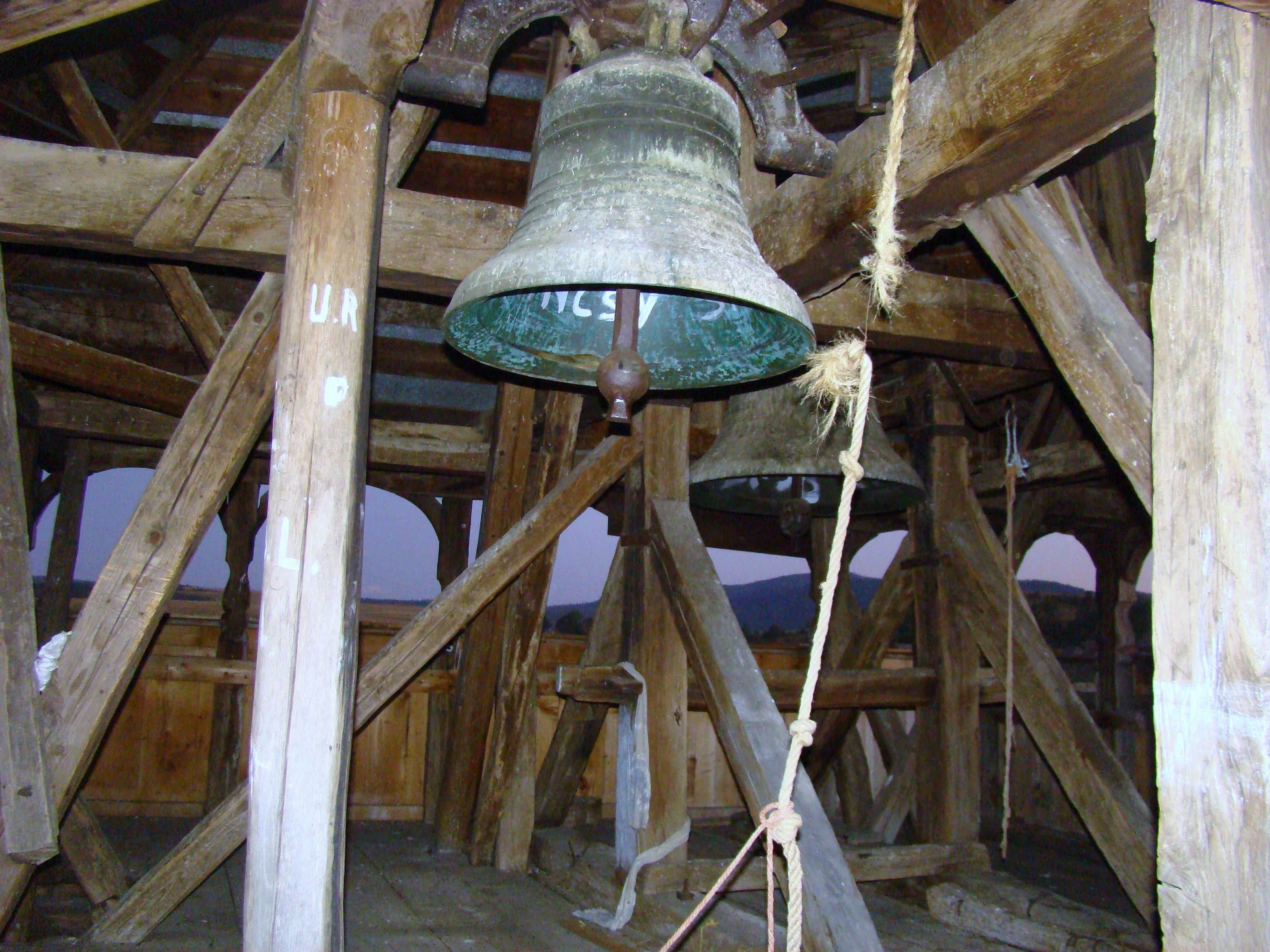
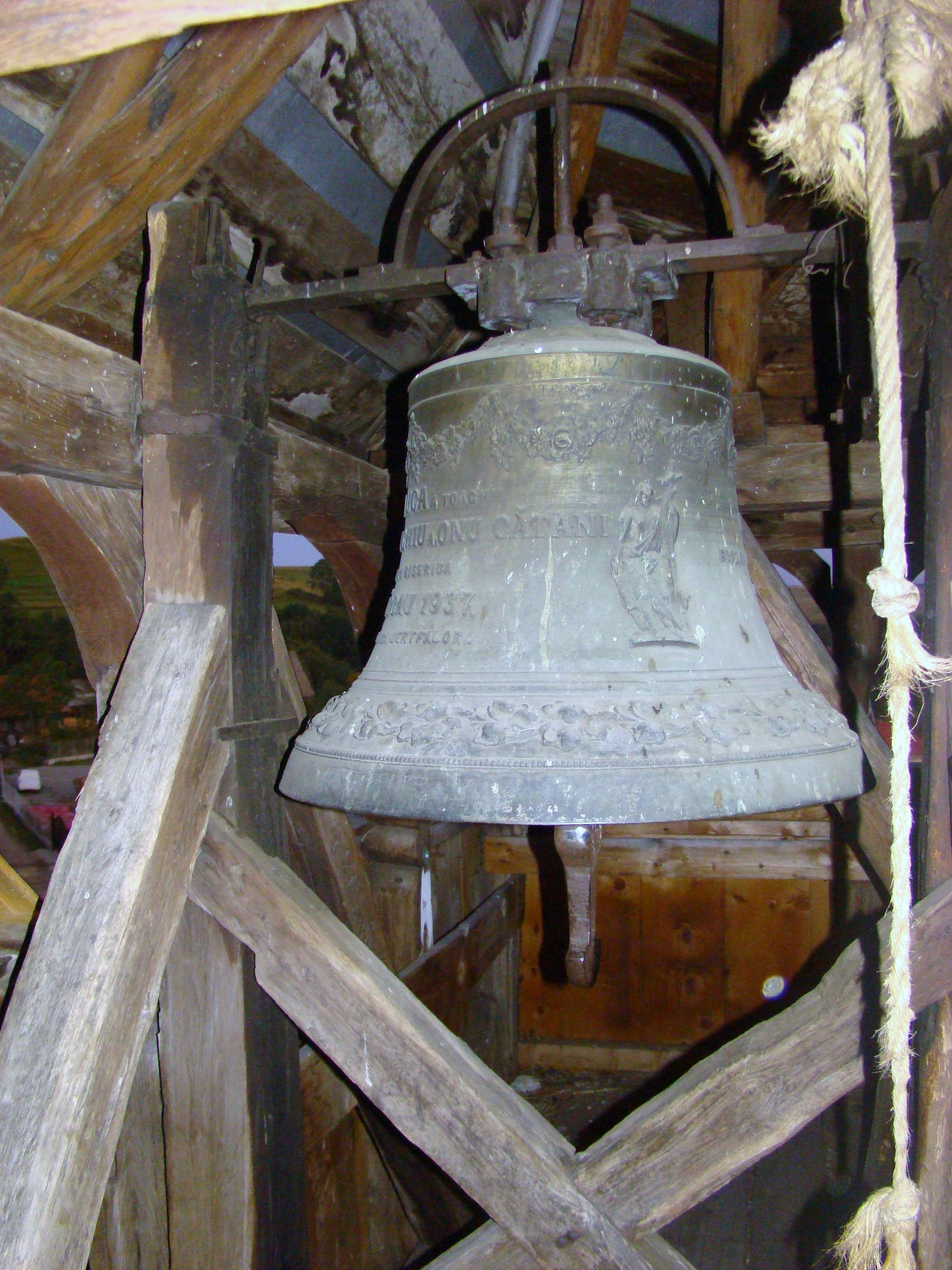
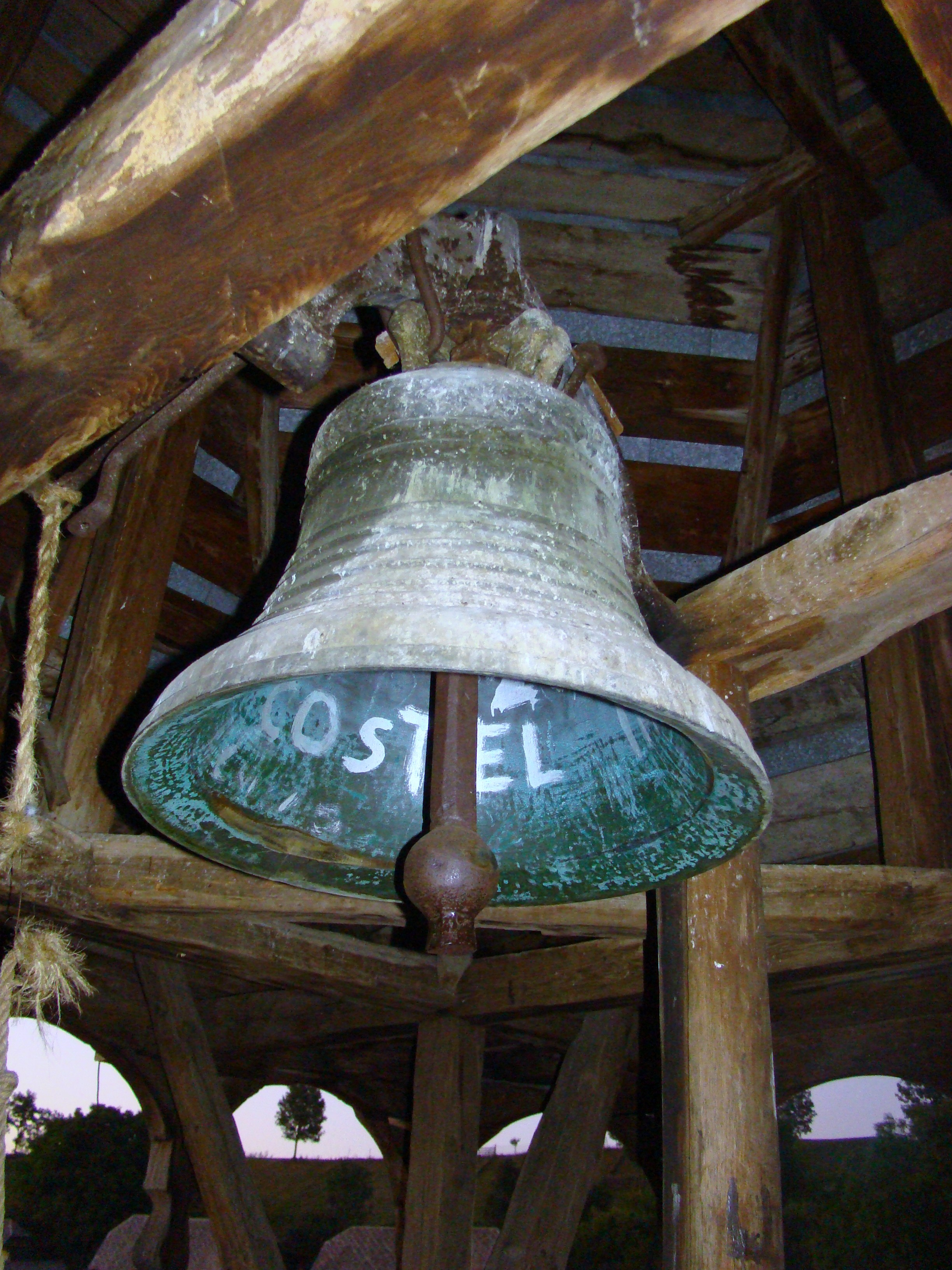
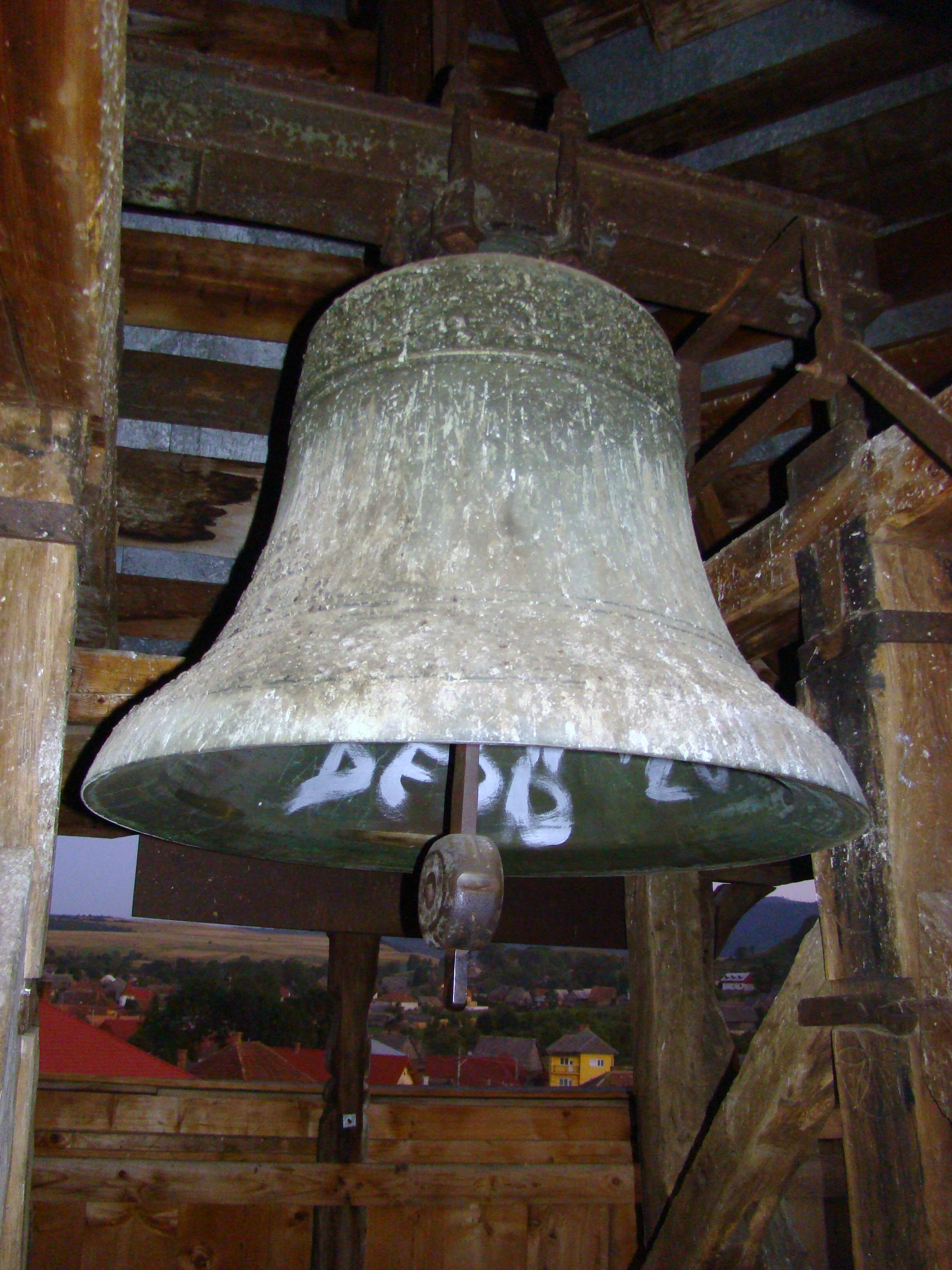